# Disputa sul nome del Golfo Persico

Le Parti nella controversia sulla denominazione del corpo idrico da esse circondato.

La disputa sul nome del Golfo Persico è un contenzioso internazionale sul nome del corpo di acqua storicamente e internazionale noto come il Golfo Persico (in persiano خلیج فارس‎), prossimo al territorio di Persia (l'esonimo occidentale dell'Iran). 
Questo nome è divenuto oggetto di disputa da alcuni paesi arabi dal 1960 in relazione con l'emergere del panarabismo e del nazionalismo arabo, con la conseguente invenzione del toponimo "Golfo Arabico" (in arabo الخليج العربي‎?) così come "Golfo", che sono termini ancora usati in alcuni paesi arabi.

## Panoramica
In quasi tutte le mappe stampate prima del 1960 e nella maggior parte dei trattati, documenti e mappe internazionali moderni, questo specchio d'acqua è noto con il nome di "Golfo Persico". Ciò riflette l'uso tradizionale sin dai geografi greci Strabone e Tolomeo e le realtà geopolitiche del tempo con un potente impero persiano che comprendeva l'intera costa settentrionale e una miriade di autorità locali sulla costa della penisola arabica del Golfo Persico. Venne indicato come Golfo Persico da tutti gli storici e geografi arabi, incluso lo scrittore arabo cristiano Agapio nel X secolo.

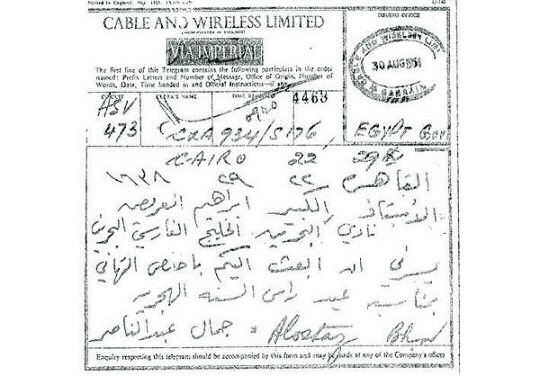
Una lettera ufficiale dell'ex presidente egiziano Gamal Abdel Nasser a un funzionario del Bahrein. Il nome "Golfo Persico" (الخليج الفارسي) è presente. Il documento risale a prima dell'inizio delle politiche di panarabismo di Nasser.

Secondo gli autori Philip L. Kohl, Mara Kozelsky e Nachman Ben-Yehuda nella loro opera Selective Remembrances, Sir Charles Belgrave (consigliere britannico del sovrano del Bahrein) è stato "il primo occidentale a usare e sostenere il nome di 'Golfo Arabico', prima sulla rivista Soat al-Bahrain (Voice of Bahrain) nel 1955." Mahan Abedin della Jamestown Foundation è d'accordo con ciò, osservando che i paesi arabi hanno usato il termine "Golfo Persico" fino agli anni '60.
Tuttavia, con l'ascesa del nazionalismo arabo durante quel decennio, alcuni paesi arabi, compresi quelli che si affacciano sul Golfo, adottarono l'uso diffuso del termine الخليج العربي (al-Khalīj al-ʻArabī, Golfo Arabico o Golfo Arabo) per riferirsi a questo corso d'acqua.
La conquista di Baghdad da parte dell'Impero ottomano nel 1534 diede alla Turchia l'accesso all'Oceano Indiano attraverso il porto di Bassora all'estremità del Golfo Persico. Ciò coincise con le prime stesure cartografiche di Gerard Mercator, il cui globo terrestre del 1541 tentò di fornire le informazioni più aggiornate, nominando il golfo Sinus Persicus, nunc Mare de Balsera ("Golfo Persico, ora Mare di Bassora").
Tuttavia, nella sua mappa del mondo del 1569, il nome viene cambiato in Mare di Mesendin (nei pressi della penisola Ra's Musandam, nell'odierno Oman), mentre il suo rivale Abramo Ortelio, per l'atlante mondiale del 1570, optò per Mare El Catif, olim Sinus Persicus (presso il porto arabo di Al Qatif), ma etichettando l'accesso al golfo – l'attuale Stretto di Hormuz – come Basora Fretum (Stretto di Bassora). In tutta questa confusione, il vecchio nome si è gradualmente riaffermato nel XVII secolo, ma la Turchia usa ancora il nome "Golfo di Bassora" (Basra Körfezi) in turco oggi.
In seguito ai tentativi britannici di stabilire il controllo del mare alla fine degli anni '30 dell'Ottocento, il Times Journal, pubblicato a Londra nel 1840, si riferiva al Golfo Persico come al "mare della Gran Bretagna", ma tale denominazione non fu usata in nessun altro contesto.

## Proposte alternative
La questione rimane molto controversa poiché le convenzioni di denominazione concorrenti sono supportate da alcuni governi nella letteratura interna, ma anche nei rapporti con altri stati e organizzazioni internazionali. Alcune parti usano termini come "Il Golfo" o "Golfo Arabo-Persico". Dopo la rivoluzione iraniana del 1979 alcune persone nei gruppi islamici hanno suggerito l'uso di "Golfo islamico" o "Golfo musulmano". L'autore del termine Golfo Islamico non è noto, mentre alcune persone suggeriscono che figure di spicco dei primi anni della repubblica islamica tra cui Ruhollah Khomeini, Mehdi Bazargan e Sadegh Khalkhali potrebbero aver sostenuto l'idea. Khalkhali nella sua visita del maggio 1979 negli Emirati Arabi Uniti suggerì il termine "Golfo musulmano". L'idea è stata rapidamente abbandonata dopo che l'Iran è stato invaso dal suo vicino prevalentemente musulmano, l'Iraq.

Nei paesi arabi si preferisce usare i termini "Golfo" e "Golfo arabico": 

## Punto di vista dell'Iran‌ (Persia)
L'Iran usa solo il termine "Golfo Persico" e di solito non riconosce la denominazione quando viene indicato come "Golfo Arabico" o semplicemente "Golfo" o con qualsiasi altra alternativa. L'Iran non considera quest'ultimo come un uso imparziale e lo vede come un contributo attivo all'abbandono del nome storico.
In un'intervista del 1974 di Mike Wallace del programma 60 minuti, l'ultimo Shah dell'Iran stesso ha preferito il termine "Golfo Persico" mentre parlava con Wallace. Nel febbraio 2010 l'Iran ha minacciato di bandire dal suo spazio aereo le compagnie aeree straniere, soprattutto quelle della regione del Golfo, che non utilizzavano il termine "Golfo Persico". Nel 2011 il presidente Mahmoud Ahmadinejad ha tenuto un discorso all'Assemblea generale delle Nazioni Unite durante il quale ha affermato che l'unico nome corretto del mare tra l'Iran e la penisola arabica era il Golfo Persico, e ha respinto l'uso di qualsiasi altro nome come "illegittimo e vuoto".
L'Iran ha ufficialmente designato il 30 aprile come Giornata nazionale del Golfo Persico. La data coincide con l'anniversario della riuscita campagna militare di Abbas I di Persia, quando la marina portoghese fu cacciata dallo Stretto di Hormuz durante la Presa di Ormuz (1622). La decisione è stata presa dall'Alto Consiglio della Rivoluzione Culturale, presieduto dall'ex presidente Mohammad Khatami, sottolineando che la campagna lanciata nel 2009 da alcuni stati arabi per rinominare Golfo Persico è stata il motore della decisione. L'autorità postale iraniana ha emesso una serie di francobolli per commemorare la giornata.

## Punto di vista degli arabi
Gli stati arabi del Golfo Persico preferiscono l'uso del termine "Golfo Arabico".
Abdel Khaleq al-Janabi, uno storico dell'Arabia Saudita, ha affermato: "È questo nome [Golfo Persico] che è stato mantenuto dai libri di storia e dagli storici arabi, come Ibn Khaldoun e Ibn al Athir. È anche nei trattati firmati tra i governatori del Golfo e gli inglesi che hanno dominato la regione dall'inizio del XX secolo [...]; Dal punto di vista scientifico e storico veniva chiamato Golfo Persico sin dai tempi di Alessandro Magno". Lo storico ha inoltre aggiunto che era "senza fondamento" affermare che i romani lo chiamavano "Golfo Arabico". "Le cose non sono cambiate fino alla salita al potere di Nasser e all'ascesa del nazionalismo arabo. Gli arabi iniziarono da allora a usare il nome di "Golfo Arabico".

In un'intervista con al giornale Al Wasat lo scrittore bahreinita Hussain al-Baharna ha affermato che uno dei motivi della disputa sulla denominazione del "Golfo Arabico come Golfo Persico" è che il Mar Rosso era chiamato all'epoca Golfo Arabico, e ciò "ha impedito al Golfo di essere chiamato Golfo Arabico, e di conseguenza il nome Golfo Persico è diventato comune". Inoltre molti eminenti studiosi e leader politici e religiosi come il professor Abdelhadi Tazi, Ahmad al-Saraf, Abdelilah Benkirane (Primo ministro del Marocco 2011-2013), Abdul Monem Saeed, Abdul Khaliq al-Janabi, Qaradawi, Gen. Majdi Omar, ex primo vice del Consiglio di difesa nazionale egiziano negli ultimi decenni, hanno commentato l'autenticità del nome del Golfo Persico e la mancanza di giustificazione per cambiare il nome.

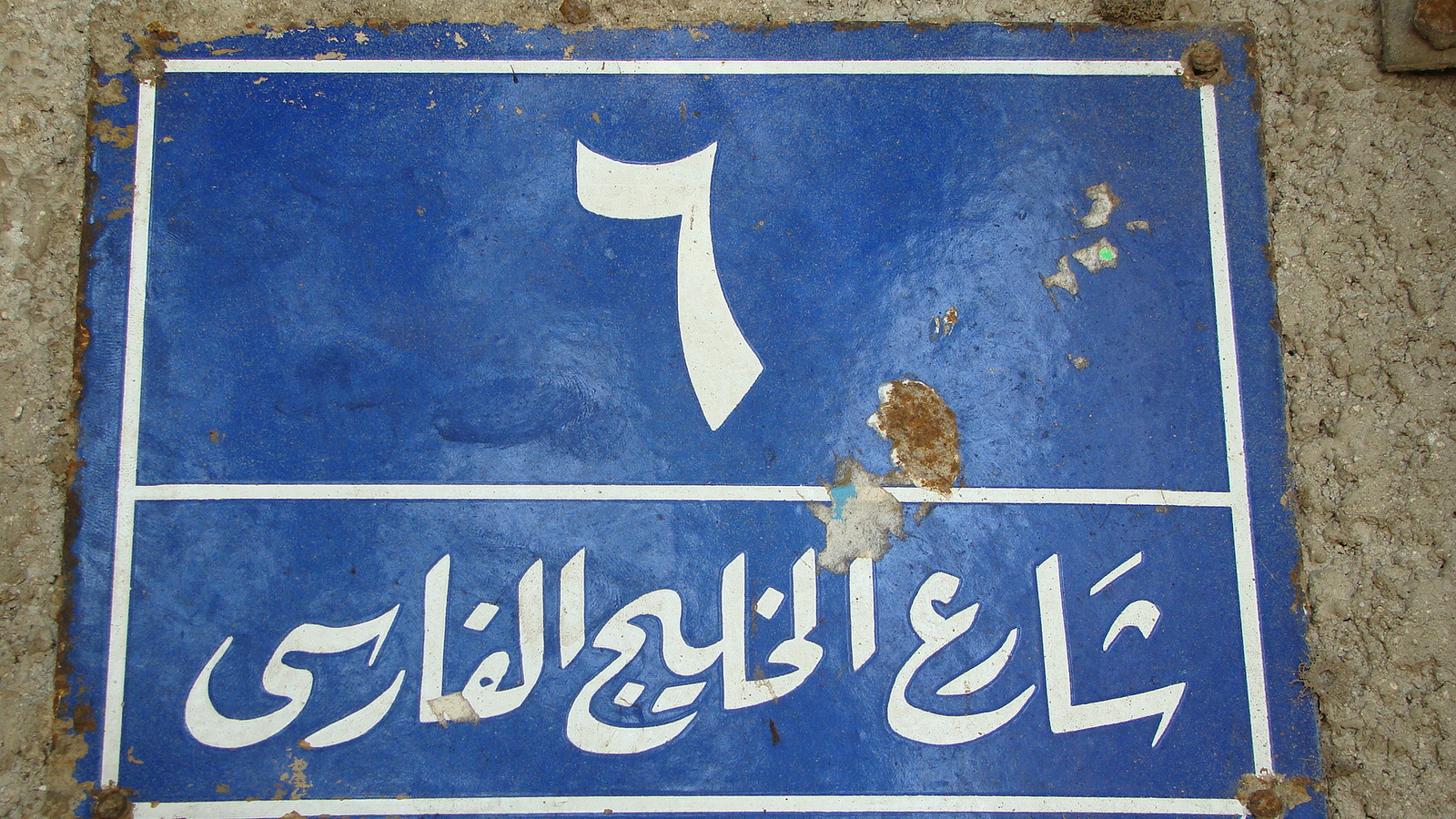
Shari' al-Khalij al-Farsi (in arabo شارع الخليج الفارسي‎?), Via del Golfo Persico, al Cairo, in Egitto
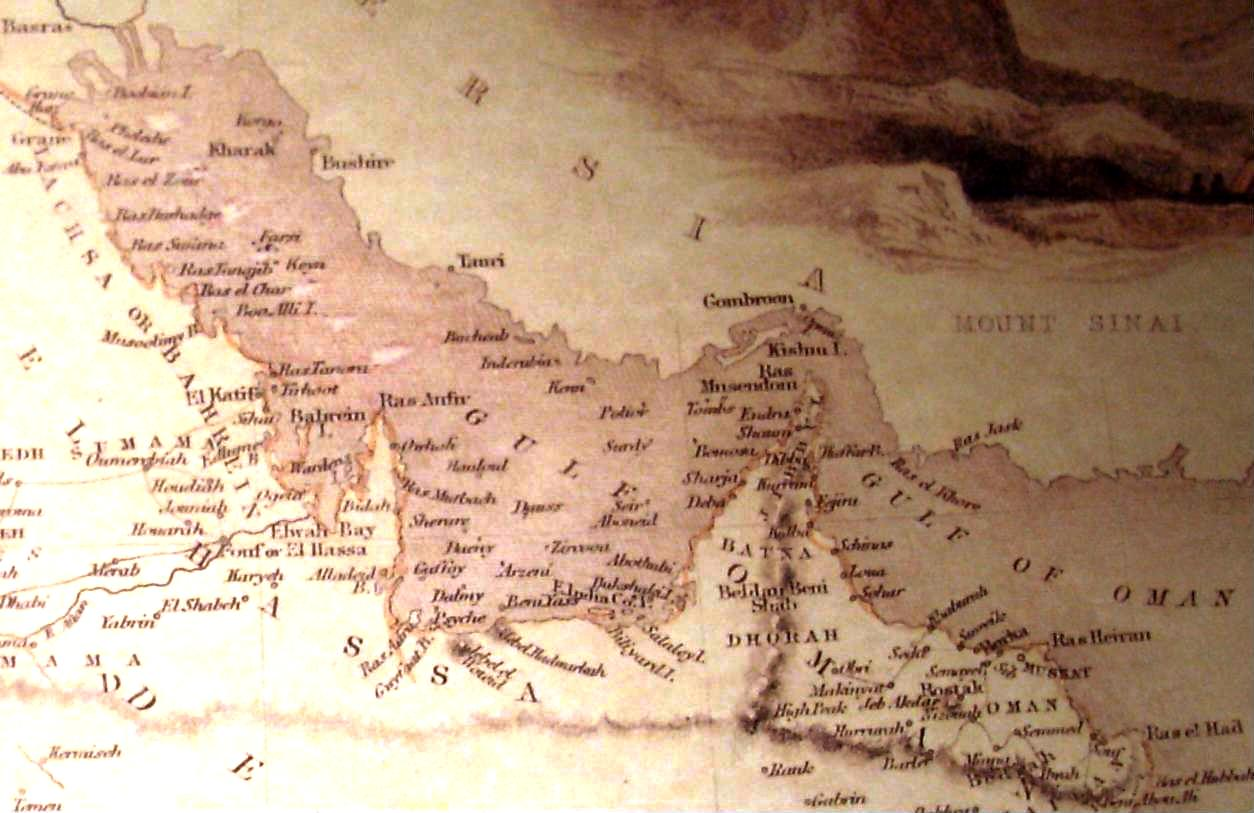
Una mappa storica del Golfo Persico in Saeed Al Maktoum House, Dubai, Emirati Arabi Uniti. La parola "persiano" viene cancellata dalla frase "Golfo Persico".

## Punto di vista di terzi

### Nazioni Unite
Secondo il libro Documents on the Persian Gulf's name (pp. 92-98), il Segretariato delle Nazioni Unite e le sue agenzie specializzate hanno richiesto al proprio personale di utilizzare solo "Golfo Persico" come designazione geografica standard.
Il Gruppo di esperti delle Nazioni Unite sui nomi geografici ha discusso la questione della denominazione durante la sua 23ª sessione, tenutasi a Vienna dal 28 marzo al 4 aprile 2006. Secondo il rapporto della riunione, "È interessante che tra 6000 mappe storiche esistenti pubblicate fino al 1890, ci siano solo tre mappe che menzionano i nomi del Golfo di Basreh, del Golfo di Ghatif e del Golfo arabo, oltre alle quali il nome di piccoli golfi situati sulla costa con utilizzo locale possono anche essere nominati come il Golfo di Chah Bahar, il Golfo di Siraf, il Golfo di Basreh, il Golfo di Ghatif, il Golfo del Bahrain, [...] ma tali nomi non sono applicati alla totalità del Golfo Persico. È ovvio che l'uso promozionale da parte degli arabi delle tre suddette mappe, la cui identità e originalità non sono chiare, rispetto a 6000 mappe e oltre 200 libri storici e turistici da Irastus a Erodoto a Estakhri e Ibn Houghal, che hanno tutte chiamato il corpo idrico, Golfo Persico, non avranno alcun valore".
Il rapporto rileva inoltre che "qualsiasi modifica, distruzione o alterazione dei nomi registrati in atti e mappe storiche equivale alla distruzione di opere antiche, ed è considerata un'azione impropria. Pertanto, i nomi delle caratteristiche geografiche che traggono profitto da un'identità storica unica, non dovrebbero essere utilizzati come strumenti politici per raggiungere un obiettivo politico, tribale e razziale, o in qualsiasi scontro con gli interessi nazionali e i valori di altri", e infine conclude" [...] vale la pena ricordare che il nome del Golfo Persico è stato ammesso finora in tutte le lingue vive del mondo e in tutti i paesi del mondo, chiamano questo mare iraniano, proprio nella lingua della gente: Golfo Persico. Anche i fratelli arabi non hanno bisogno di alterare un nome storico per avere un proprio golfo, perché c'era stato un golfo nel loro nome precedentemente menzionato nelle opere e nei disegni storici e geografici, che è attualmente chiamato Mar Rosso (Bahr Ahmar)."

### Organizzazione idrografica internazionale
L'Organizzazione idrografica internazionale (IHO), un ente internazionale per la fornitura di informazioni idrografiche per la navigazione marittima mondiale e altri scopi, utilizza il nome "Golfo dell'Iran (Golfo Persico)" per questo specchio d'acqua, nel suo standard S-23 (Limiti di Oceani e Mari), sezione 41, pubblicata nel 1953.

### Stati Uniti
GEOnet Names Server (GNS) della National Geospatial-Intelligence Agency degli Stati Uniti è il "depositario ufficiale delle ortografie standard di tutti i nomi di luoghi stranieri" autorizzato dal Board of Geographical Names (BGN). Il GNS elenca "Golfo Persico" come nome convenzionale, insieme a 14 nomi di varianti in diverse lingue, come "Golfo dell'Iran", "Golfo di Ajam", "Golfo di Bassora", "Golfo arabo", "Golfo persico-arabico", "Golfo di Fars" e "Golfo Farsi".
In Persian Gulf States Country Studies pubblicati nel 1993 dalla Federal Research Division della US Library of Congress, gli autori seguono la pratica del BGN utilizzando "Golfo Persico" pur riconoscendo che i governi di Kuwait, Qatar, Emirati Arabi Uniti, Oman e il Bahrein "rifiutano ufficialmente l'uso del termine Golfo Persico - come fanno altri governi arabi - e si riferiscono a quel corpo d'acqua come il Golfo Arabico".

### Atlanti e altri media

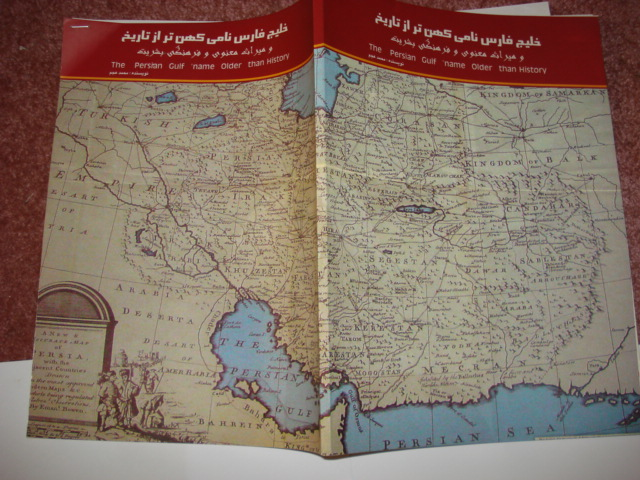
Mappa della Persia

La National Geographic Society usa il nome Golfo Persico per riferirsi a questo specchio d'acqua. Nel 2004, la società ha pubblicato una nuova edizione del suo National Geographic Atlas of the World utilizzando il termine "Golfo Arabico" come nome alternativo (in caratteri più piccoli e tra parentesi) per "Golfo Persico". 
Ciò ha provocato pesanti proteste da parte di molti iraniani, in particolare la comunità degli utenti di Internet e l'Accademia Iranologica, che hanno portato il governo iraniano ad agire sulla questione e a vietare la distribuzione delle pubblicazioni della società in Iran. Il 30 dicembre 2004, la società ha annullato la sua decisione e ha pubblicato una modifica dell'Atlante, rimuovendo il riferimento tra parentesi e aggiungendo una nota: "Storicamente e più comunemente noto come Golfo Persico, questo specchio d'acqua è indicato da alcuni come Golfo Arabico."
Il 2000 AP Stylebook elabora: Golfo Persico è il "nome consolidato" e la scelta migliore. Alcune nazioni arabe lo chiamano Golfo Arabico. Nel 2004, la disputa sulla denominazione del Golfo Persico è stata oggetto di un google bombing da parte di un blogger iraniano di nome Pendar Yousefi. Questo è stato l'impegno combinato di centinaia di blogger, webmaster e forum persiani che hanno indicato i collegamenti con la parola Golfo Arabico a una pagina di errore di falsificazione di un link.
Alcuni atlanti e organi di stampa hanno iniziato a fare riferimento a "Il Golfo" senza alcuna qualificazione aggettivale. Questo utilizzo è seguito dalla BBC e da The Times Atlas of the World. L'Iran lo considera un uso parziale e un contributo attivo all'abbandono del nome storico. Nel giugno 2006, l'Iran ha vietato la vendita di The Economist per la suddetta ragione, dopo che una mappa sulla rivista ha etichettato il Golfo Persico come "Il Golfo". La rivista ha ripetuto questo atto nel suo articolo del 18 febbraio 2010 intitolato "Iraq, Iran and the Politics of Oil: Crude Diplomacy". Nello stesso articolo è stato anche utilizzato il nome "Golfo Arabico".
Google aveva precedentemente inserito sia il Golfo Persico che il Golfo Arabico sul suo Google Maps. Dopo il maggio 2012, ha rimosso entrambi i nomi dallo specchio d'acqua affermando che non nomina tutti i luoghi del mondo e che non voleva prendere una posizione politica. Gli iraniani si sono lamentati del cambiamento e hanno avviato una campagna su Twitter chiedendo "Dov'è il Golfo Persico?". Google Earth continua a mostrare entrambi i nomi, a meno che non venga visualizzato tramite un server da un paese arabo della costa del Golfo, nel qual caso lo etichetta semplicemente "Golfo Arabico".

### Organismi sportivi
I secondi Giochi della solidarietà islamica in programma in Iran, originariamente programmati per l'ottobre 2009 e successivamente riprogrammati per l'aprile 2010, sono stati annullati quando il mondo arabo e l'Iran non erano d'accordo sull'uso del termine "Golfo Persico" nei loghi e nelle medaglie per i giochi.
Nel calcio associativo, il livello più alto del sistema del campionato di calcio iraniano è stato nominato Coppa del Golfo Persico nell'agosto 2006 per promuovere la denominazione persiana. La nazionale di calcio iraniana non prende parte alla Coppa delle nazioni del Golfo per le squadre nazionali che circondano le acque.
Il campionato di calcio più importante negli Emirati Arabi Uniti (EAU) è stato fondato nel 1973 come UAE Football League. Nel 2007, il nome è stato cambiato in UAE Pro-League. A partire dalla stagione 2013-14 il nome è stato cambiato in UAE Arabian Gulf League, così come le loro competizioni di Coppa di Lega e Supercoppa. Il cambio di nome è stato visto come una rinascita della disputa sulla denominazione del Golfo Persico con l'Iran che accusa gli Emirati Arabi Uniti di razzismo, e la Federcalcio della Repubblica Islamica dell'Iran che bloccato il trasferimento di Javad Nekounam a un club degli Emirati Arabi Uniti. Allo stesso modo, la Federazione calcistica della Coppa delle nazioni del Golfo è stata fondata nel 2016 per gli stati arabi del Golfo Persico.

## Galleria d'immagini

### Golfo Persico o equivalente

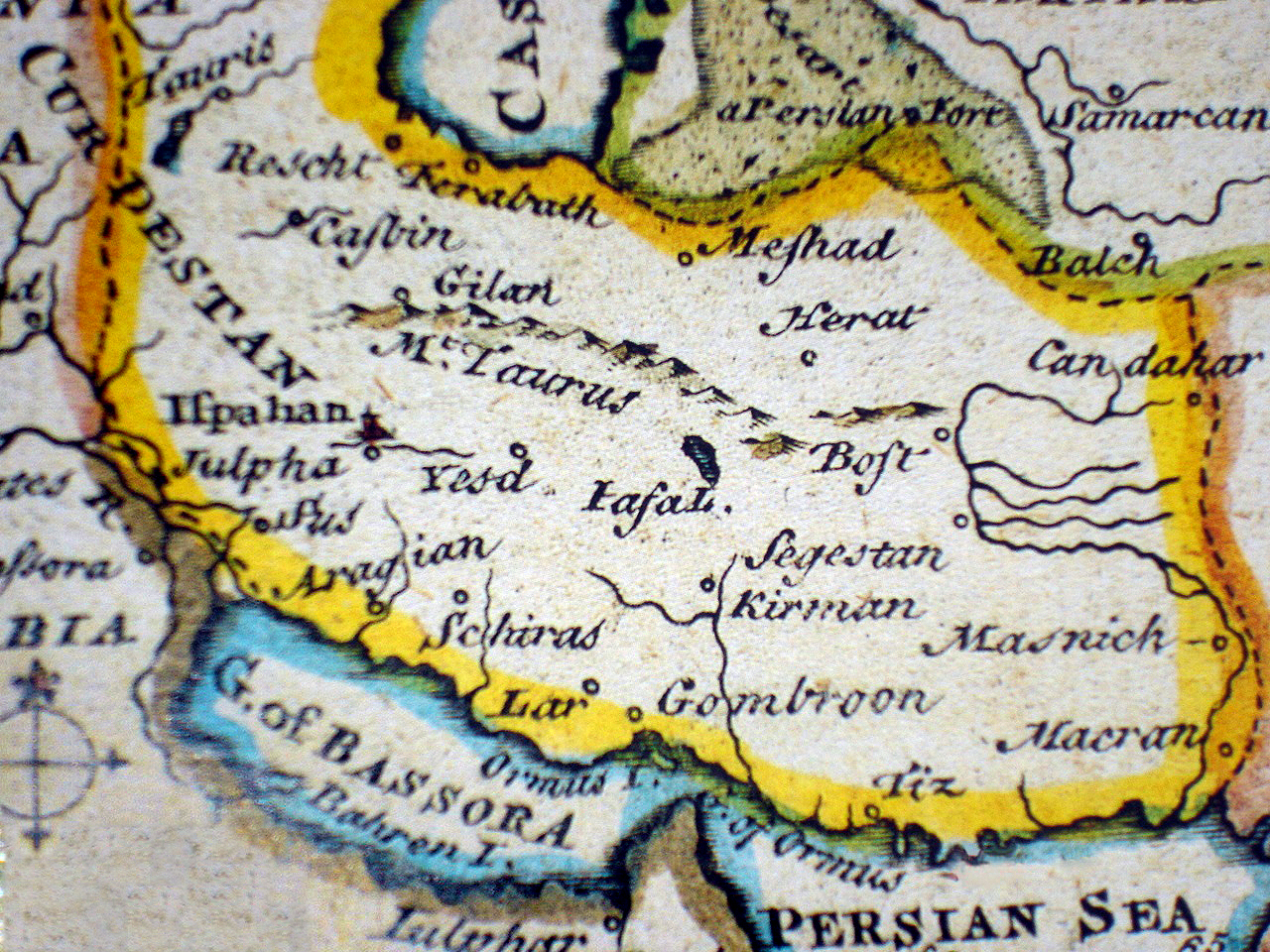
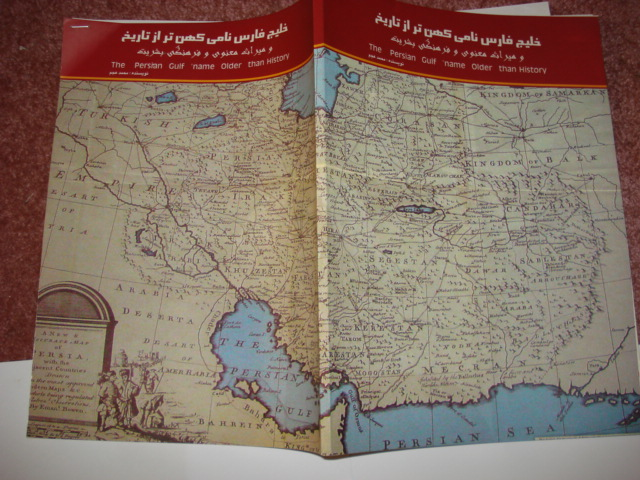
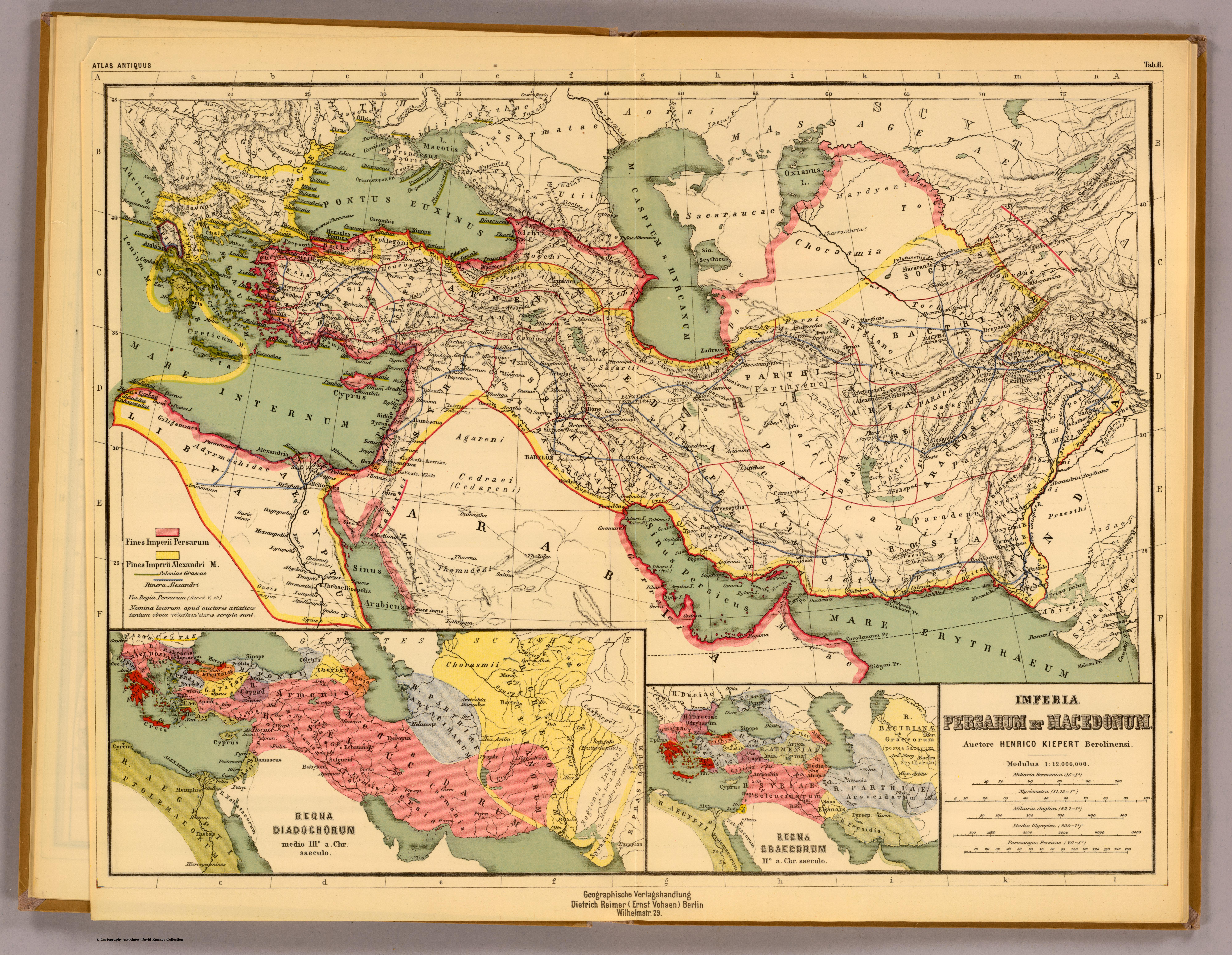
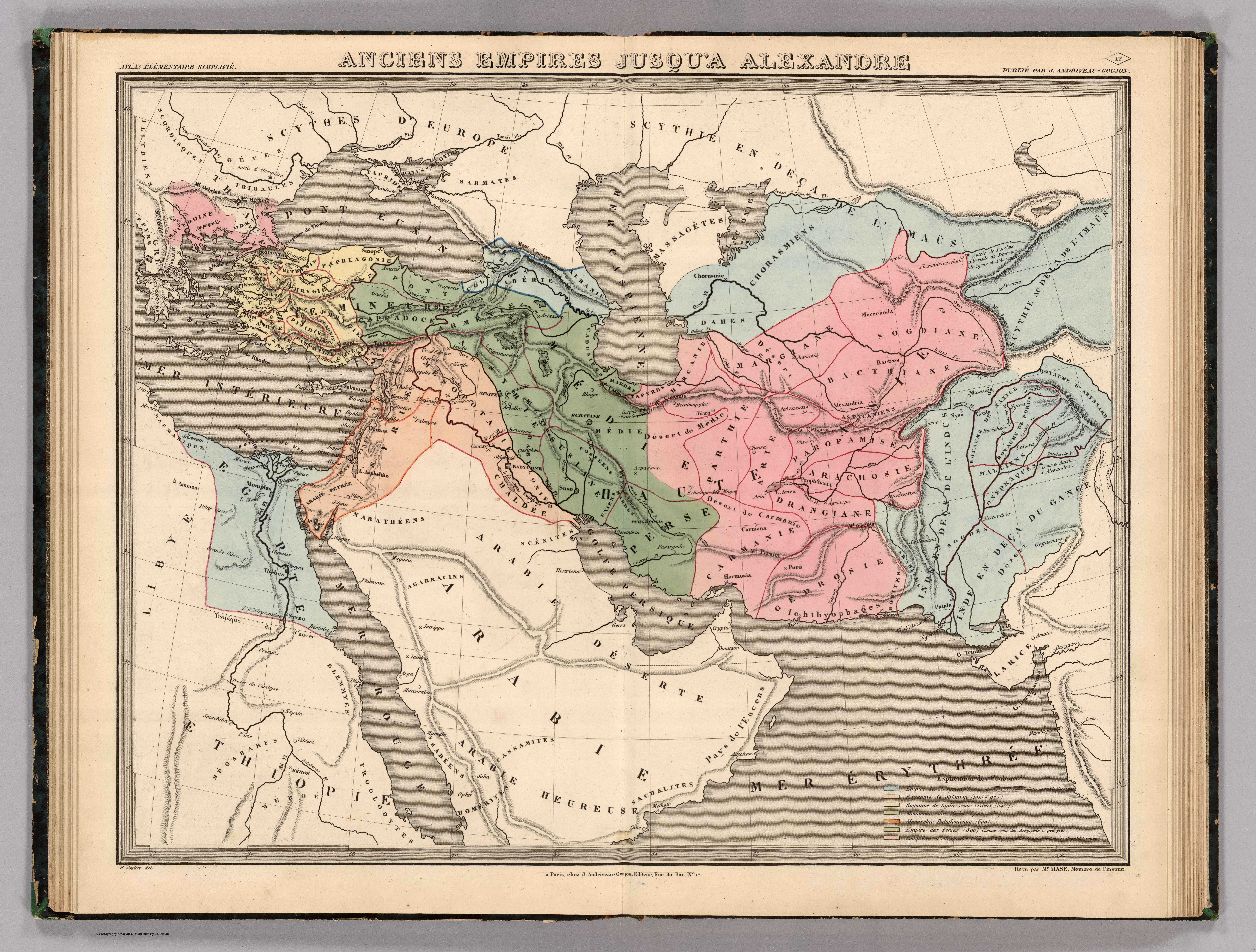
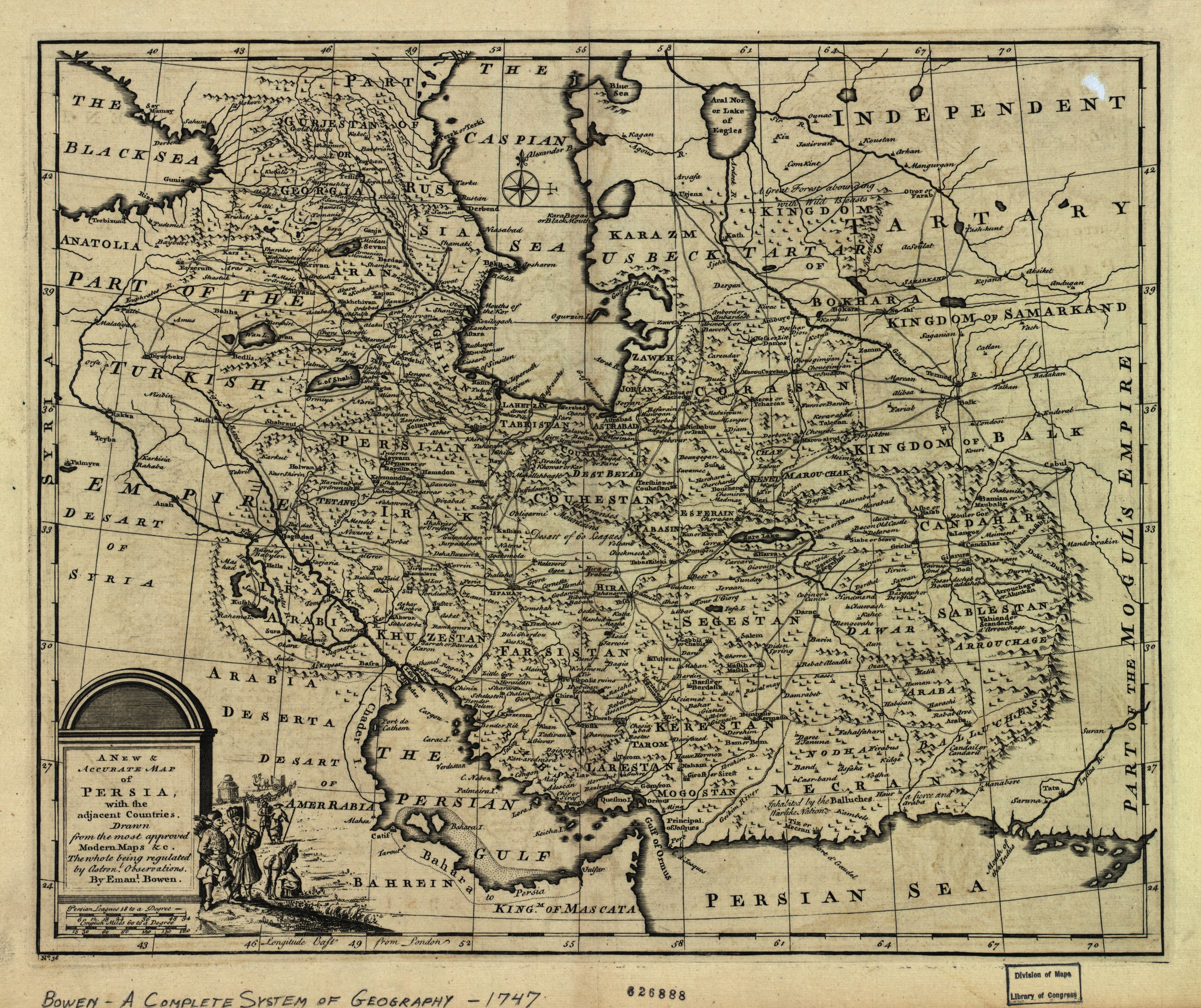
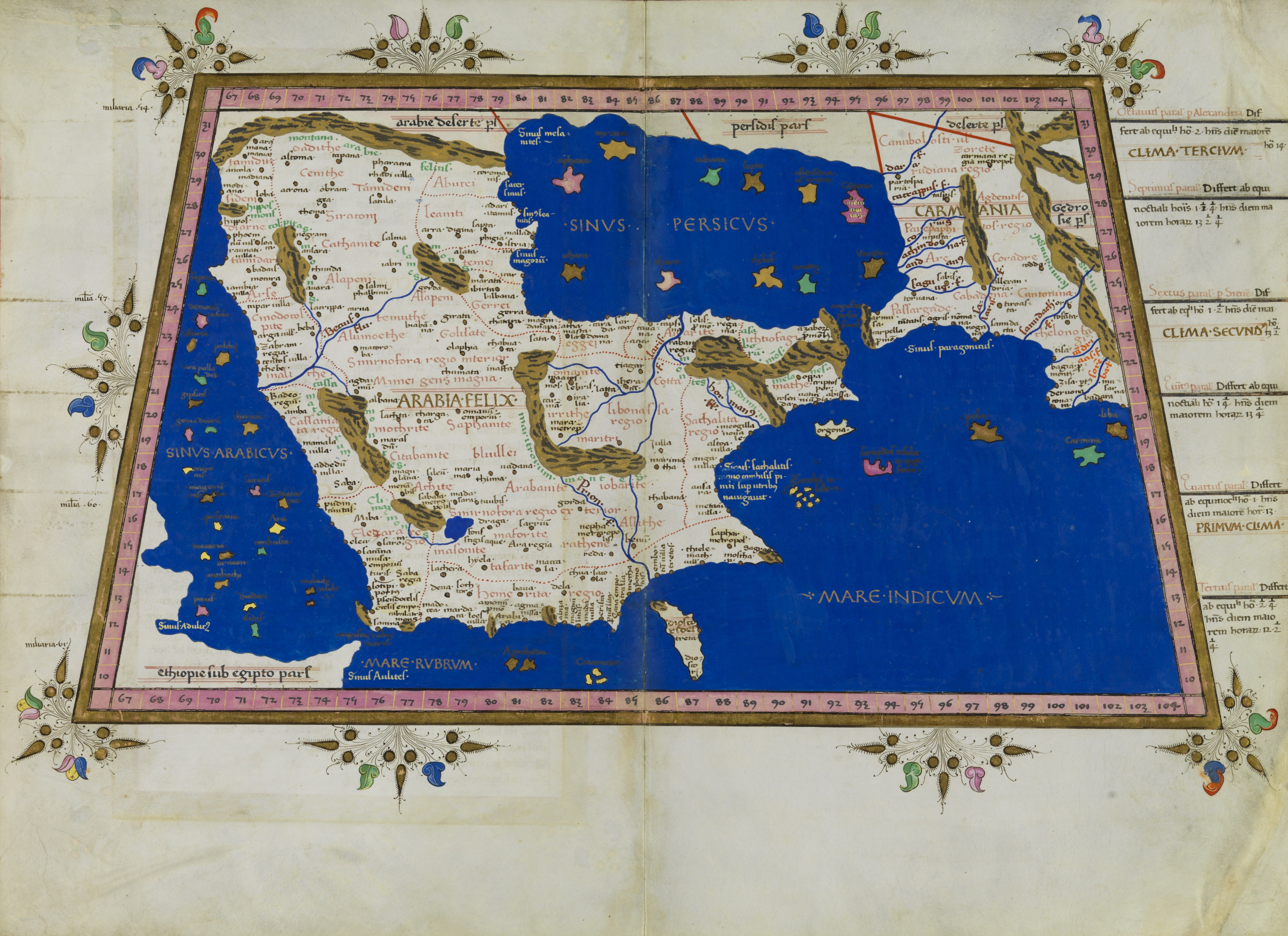
Mappa VI della Geografia (Tolomeo) " che mostra Sinus Persicus (Golfo Persico) and Sinus Arabicus (Mar Rosso), ricostruzione del 1467.
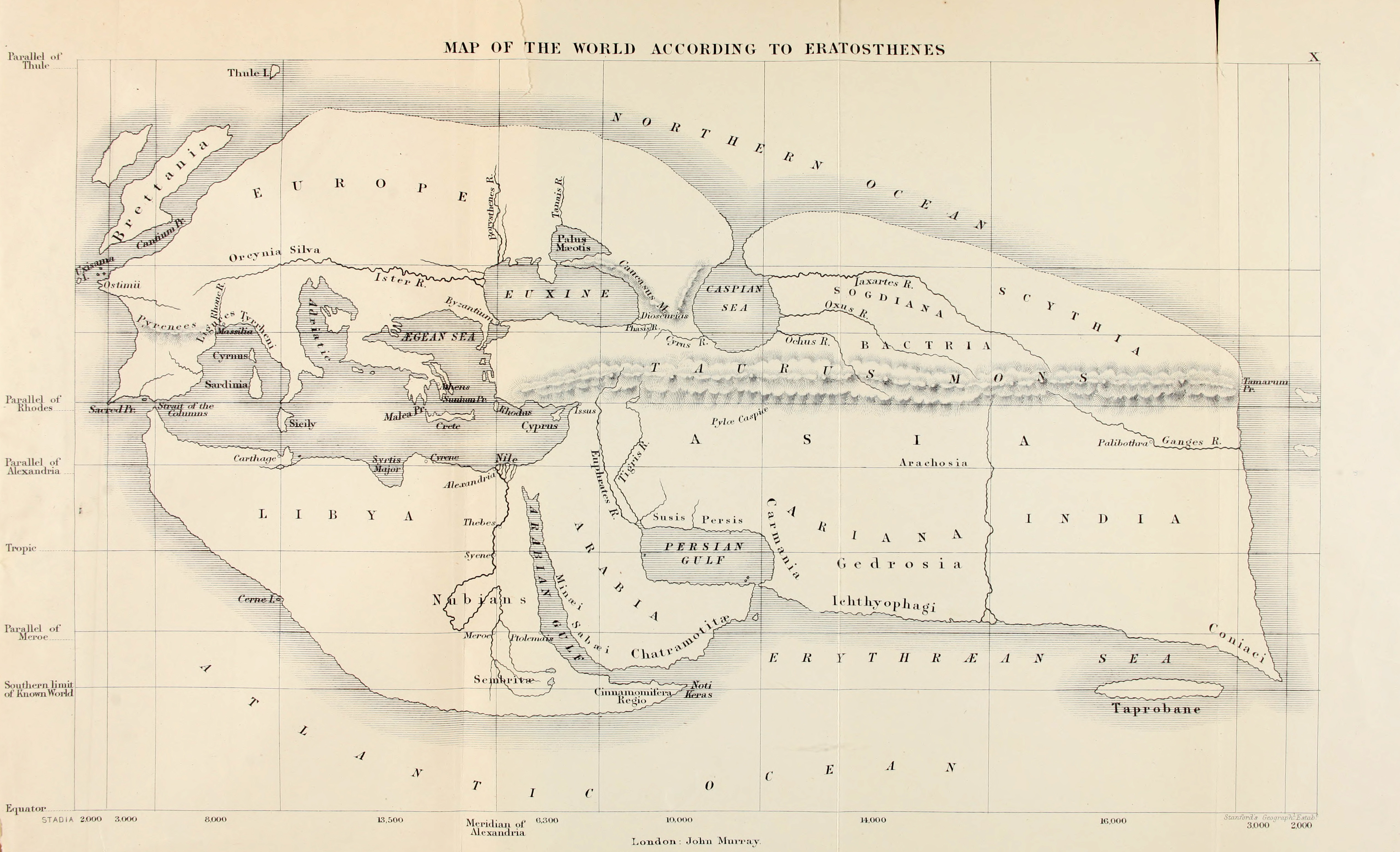
XIX secolo, ricostruzione della mappa di Eratostene (194 a.C.), che sottolinea il Golfo Persico
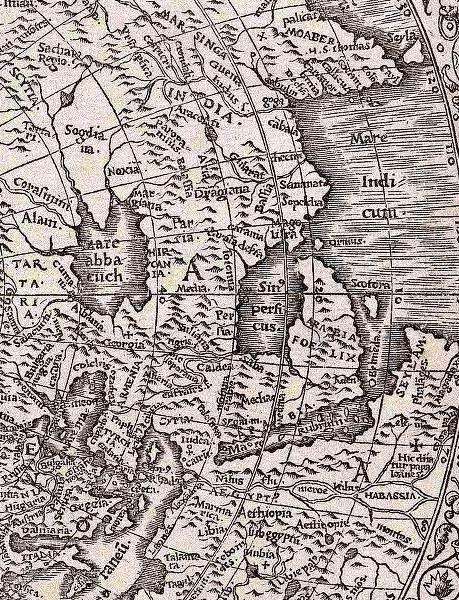
Mappa del 1531 che denota il Sinus Persicus.
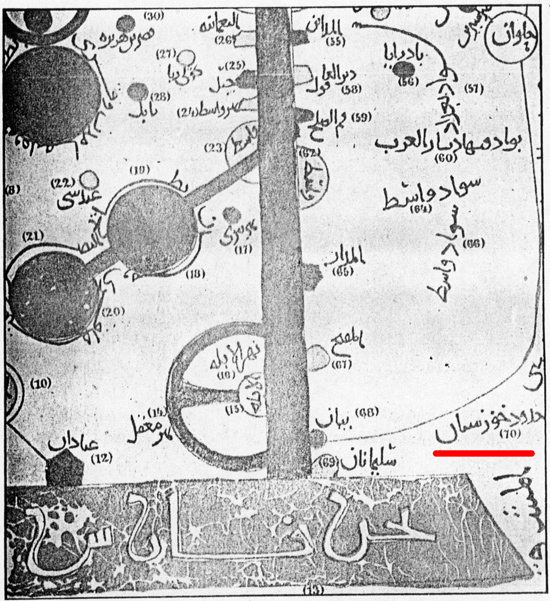
Mappa regionale che mostra la parola Bahr Fars, ("Mare Persiano") in arabo, dal testo Al-aqalim del IX secolo del geografo persiano Istakhri.
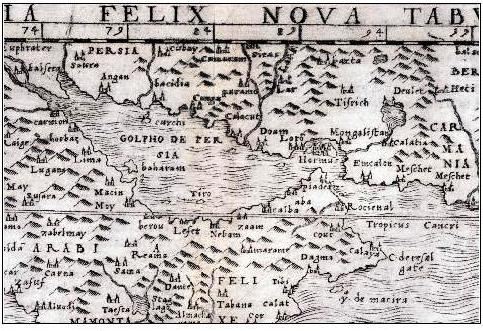
Mappa di Giacomo Gastaldi del 1548 circa; è indicata dallo storico cartografico Gerald Tibbetts come la prima mappa "moderna" dell'area, denotando Golpho de Persia
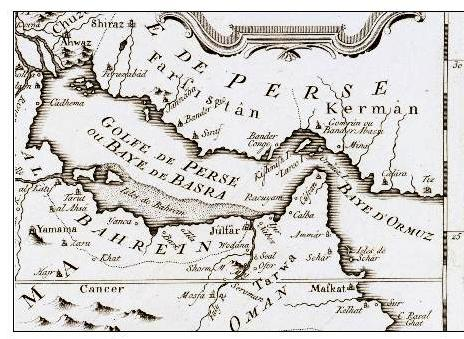
Mappa francese datata 1740 che denota il Golfe de Perse.
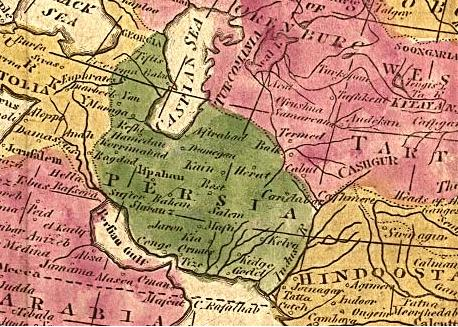
Una mappa britannica del 1808 raffigurante il "Persian Gulf".
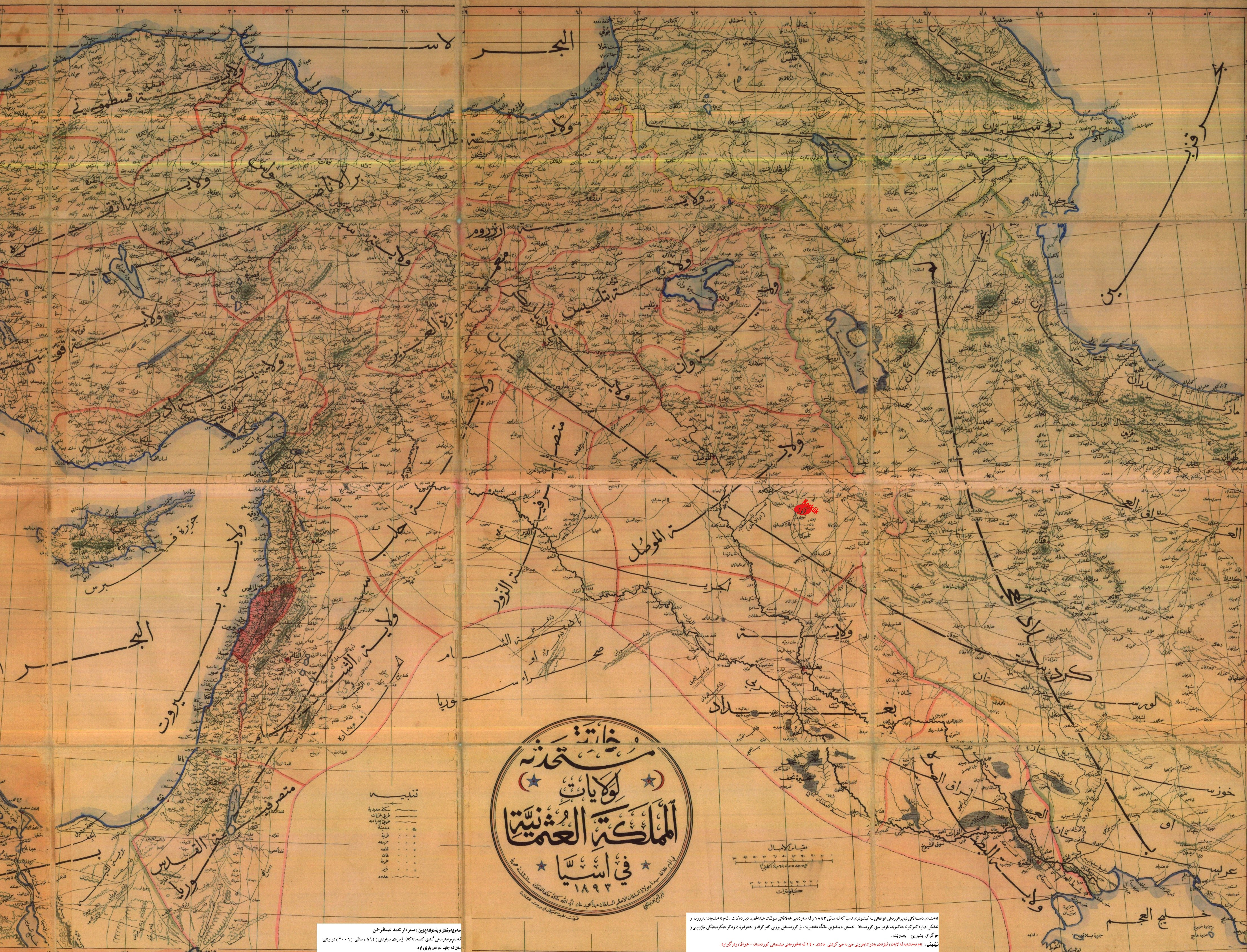
Mappa ottomana del 1893 che lo chiama "Khaleej Al-Ajam"
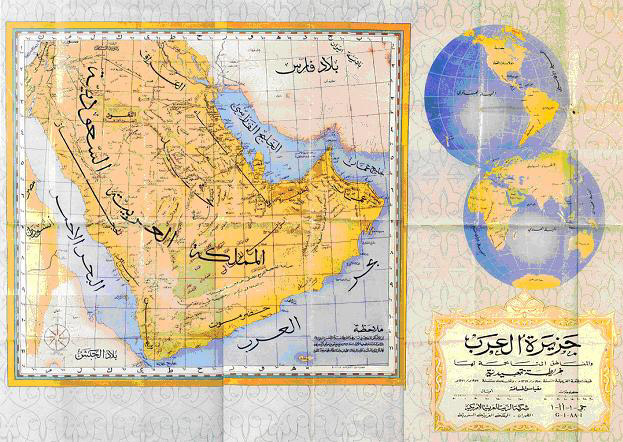
Mappa della compagnia saudita ARAMCO del 1952 che usa il termine "Golfo Persico" (الخليج الفارسي‎).
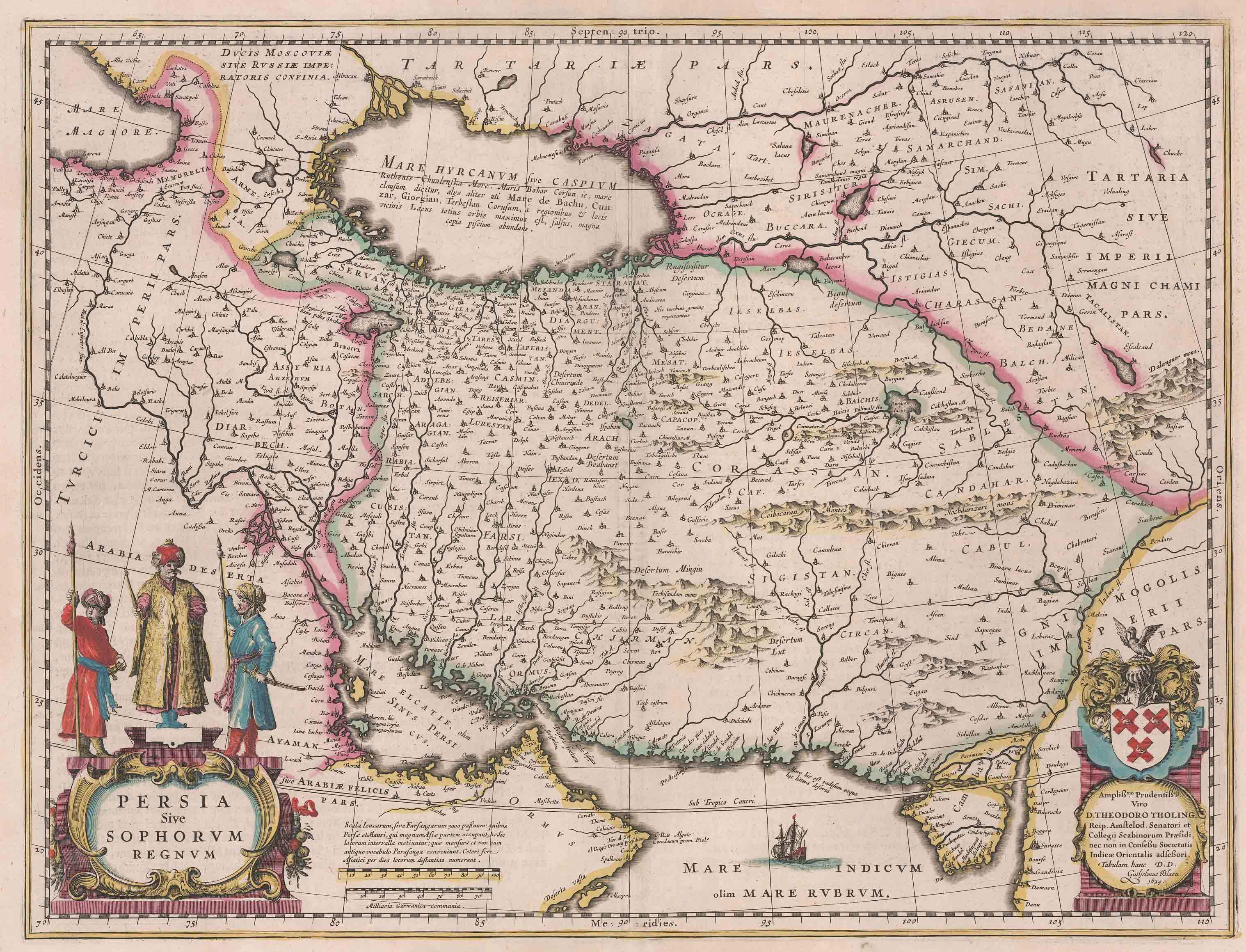
Altkolorierte Kupferstich-Karte. v. Willem Janszoon Blaeu.
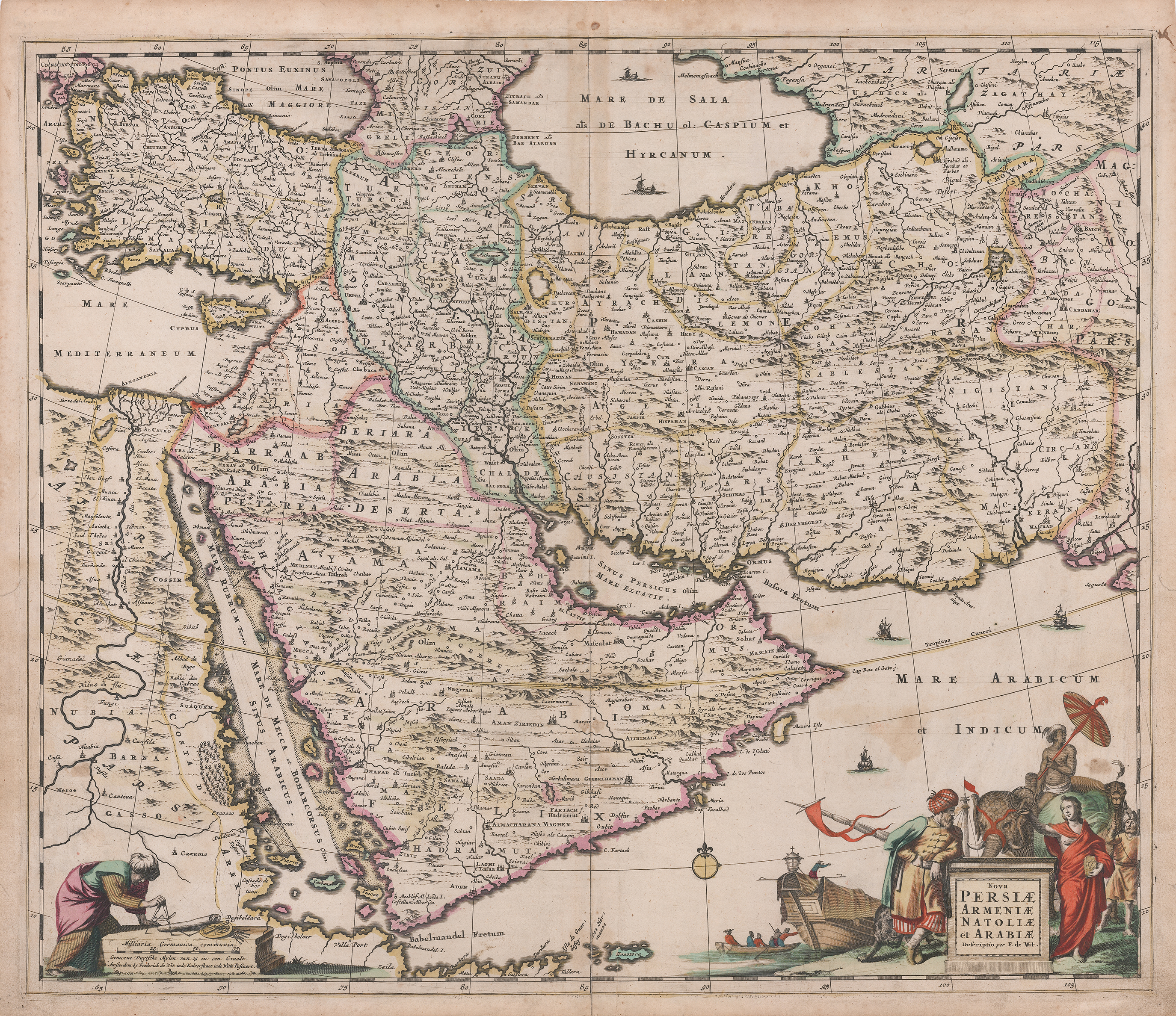
Questa mappa molto importante utilizza il Golfo Persico e elcatif per questo golfo, e il Golfo Arabico per il Mar Rosso e mostra che elcatif non significa Golfo Arabico. Jacob van Merus, 1680, Amsterdam
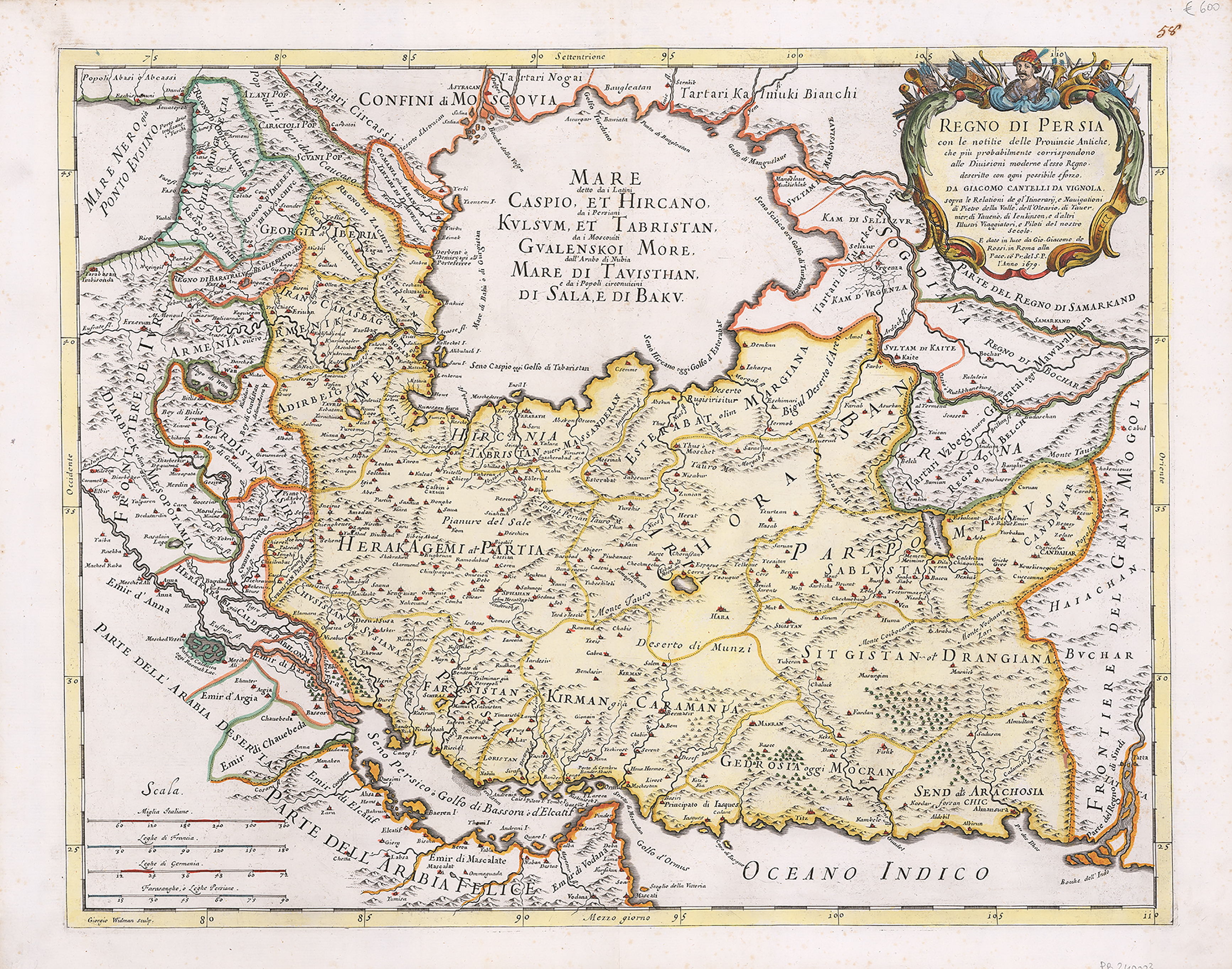
Regno di Persia con le notitie delle ... Data di pubblicazione 1679 Mappa che si estende dall'Eufrate all'Indo, mostra i principali fiumi, montagne e città. Da Il Mercurio Geografico, stampato da De Rossi
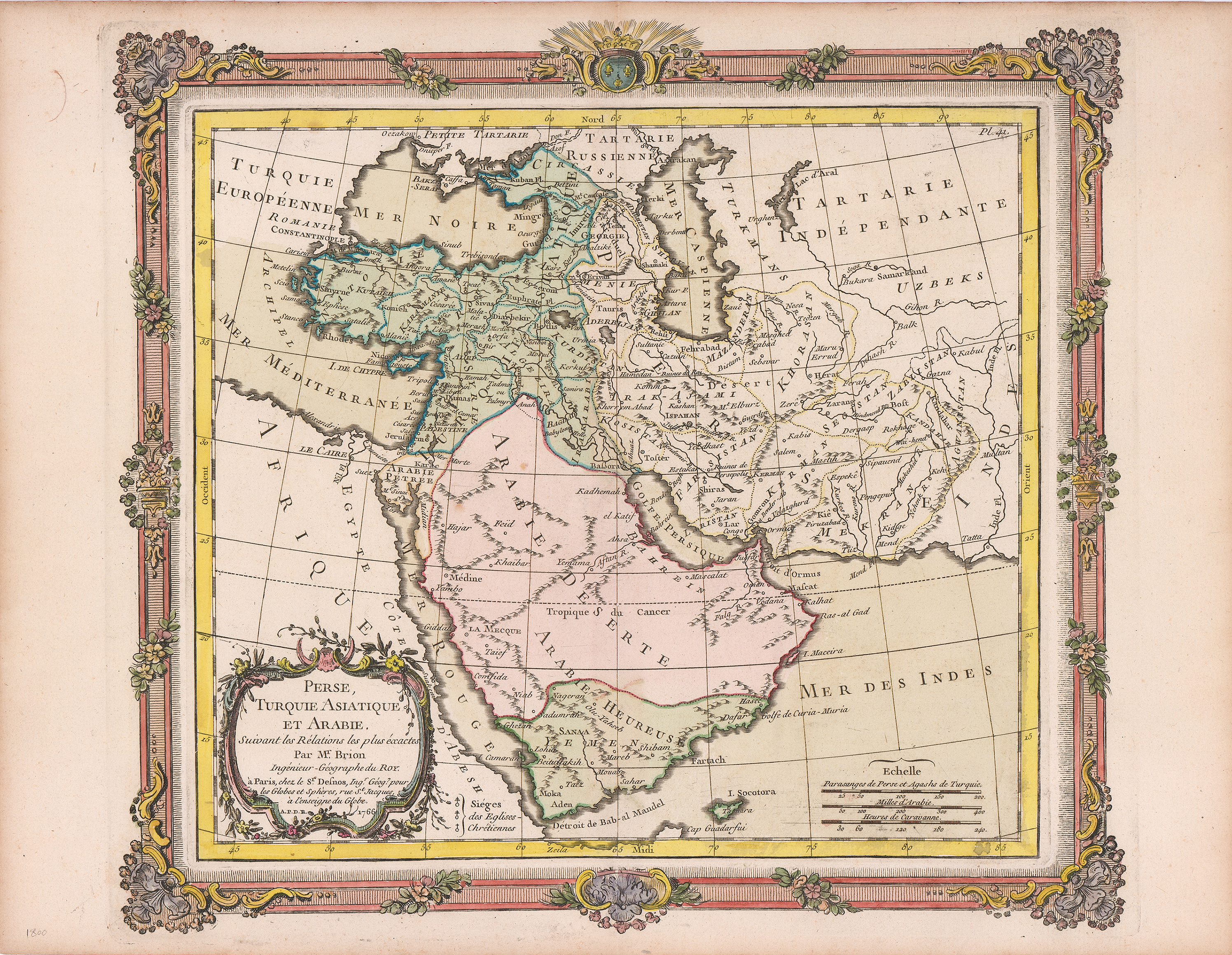
Perse Turquie Asiatique et Arabie vecchia mappa map Desnos 1766
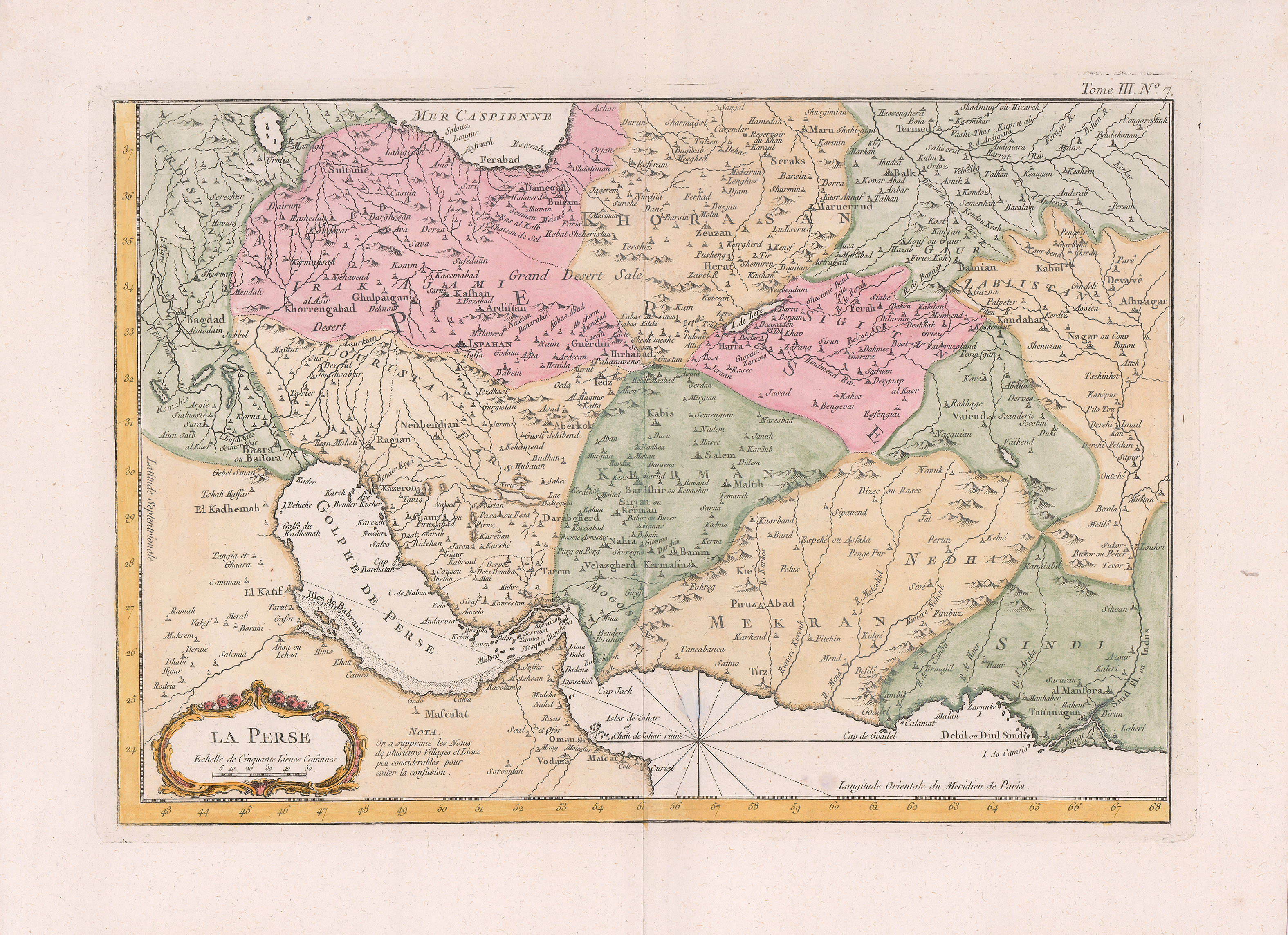
Golfo Persico mappa antica, La Perse Bellin 1764
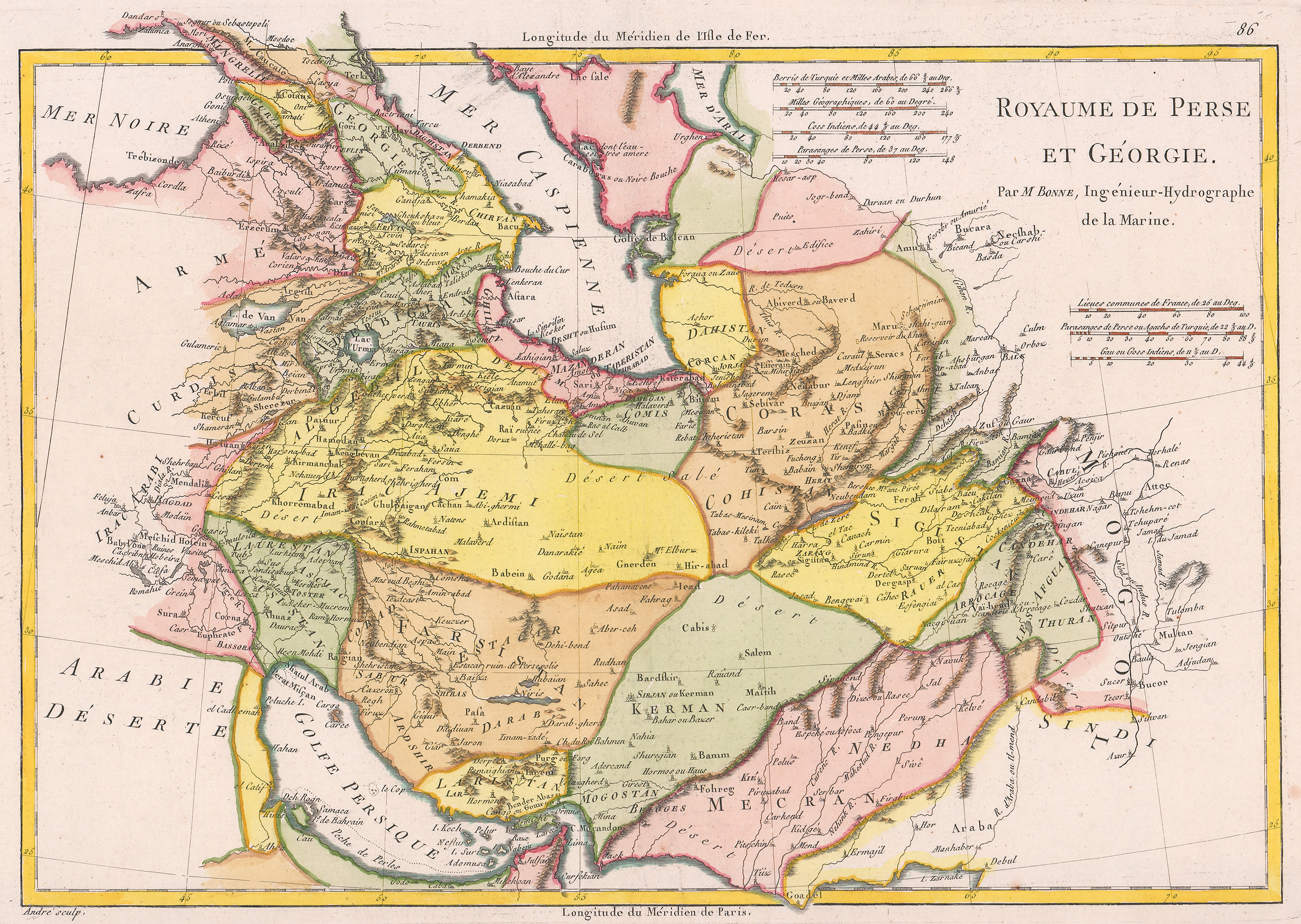
Antica mappa del Caucaso, Royaume de Perse Georgie Bonne 1780.
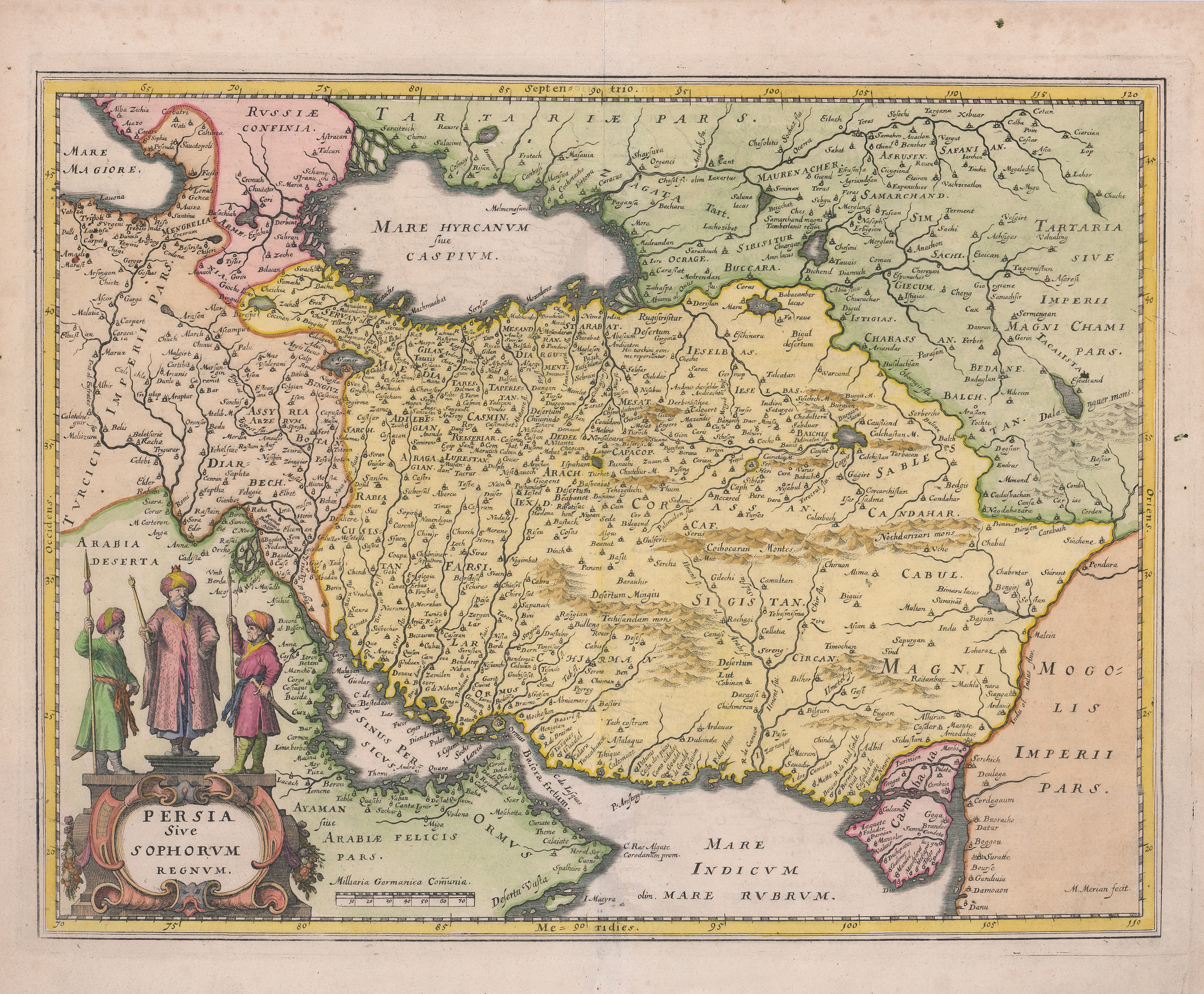
Persia Sive Sophorum regnum Antica mappa di Persia, Merian 1638
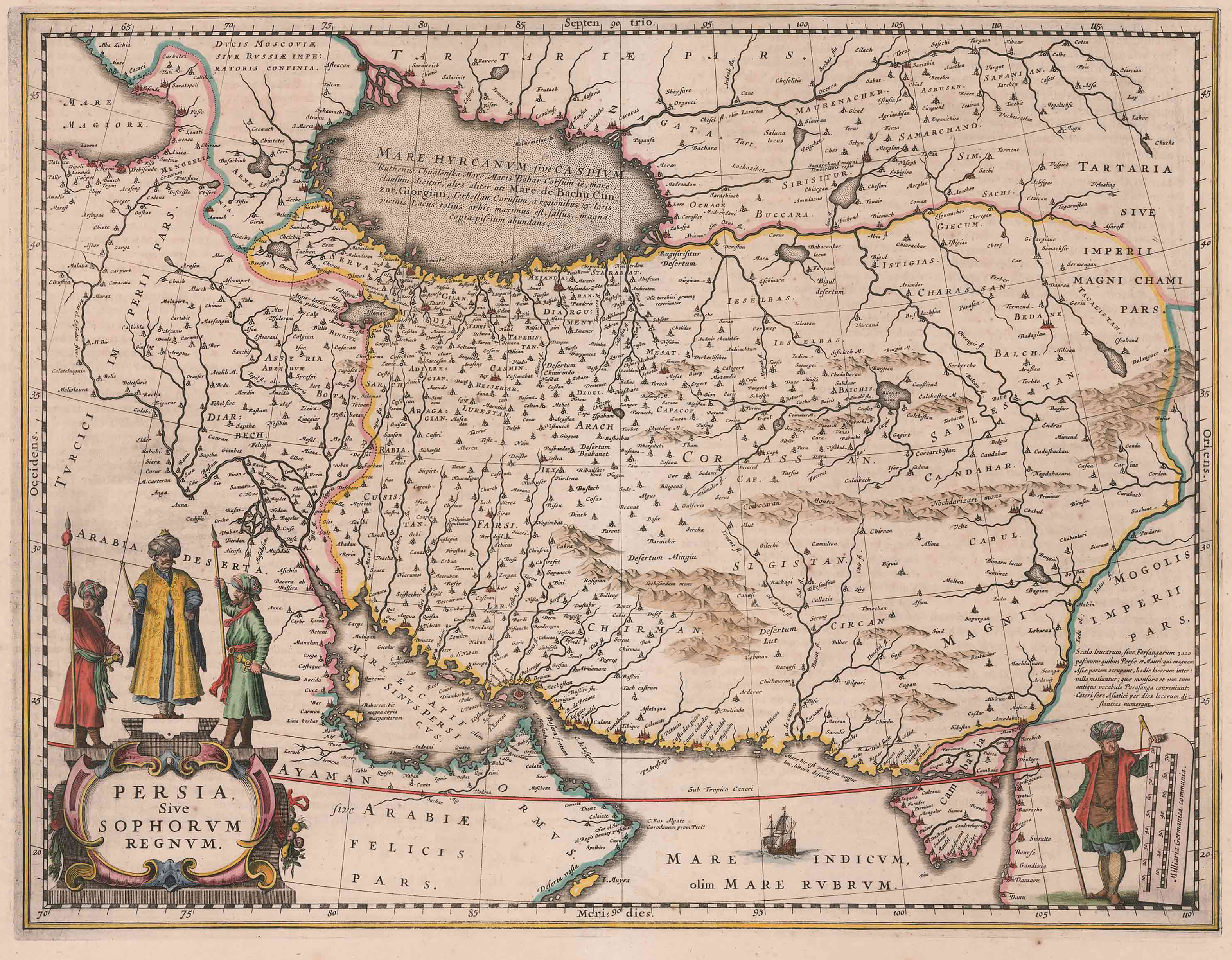
Amsterdam / 1640 circa di Jansson
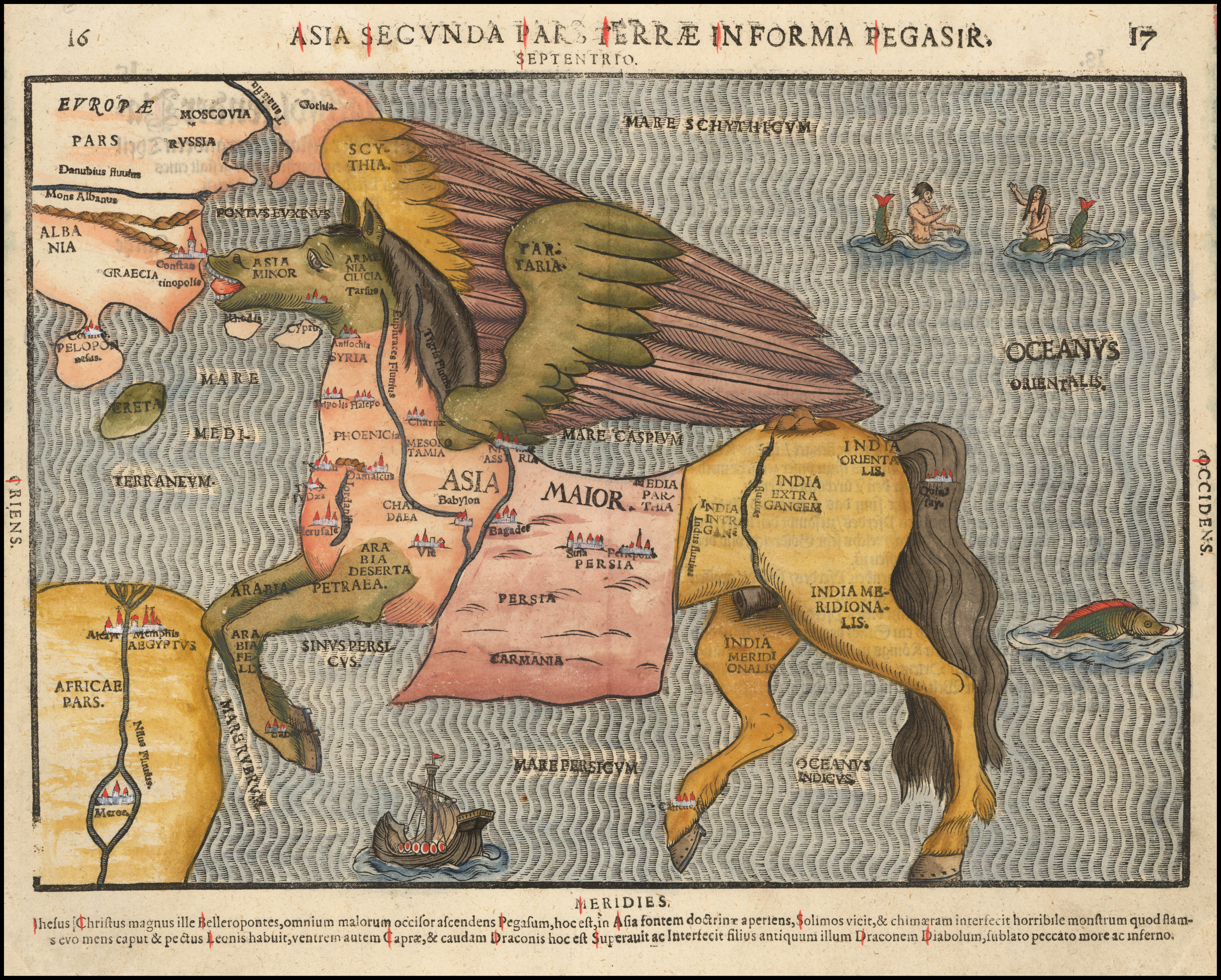
Mappa dell'Asia a forma del mitico cavallo alato Pegaso. Stampa nel 1581 Hannover da Henrich Bunting
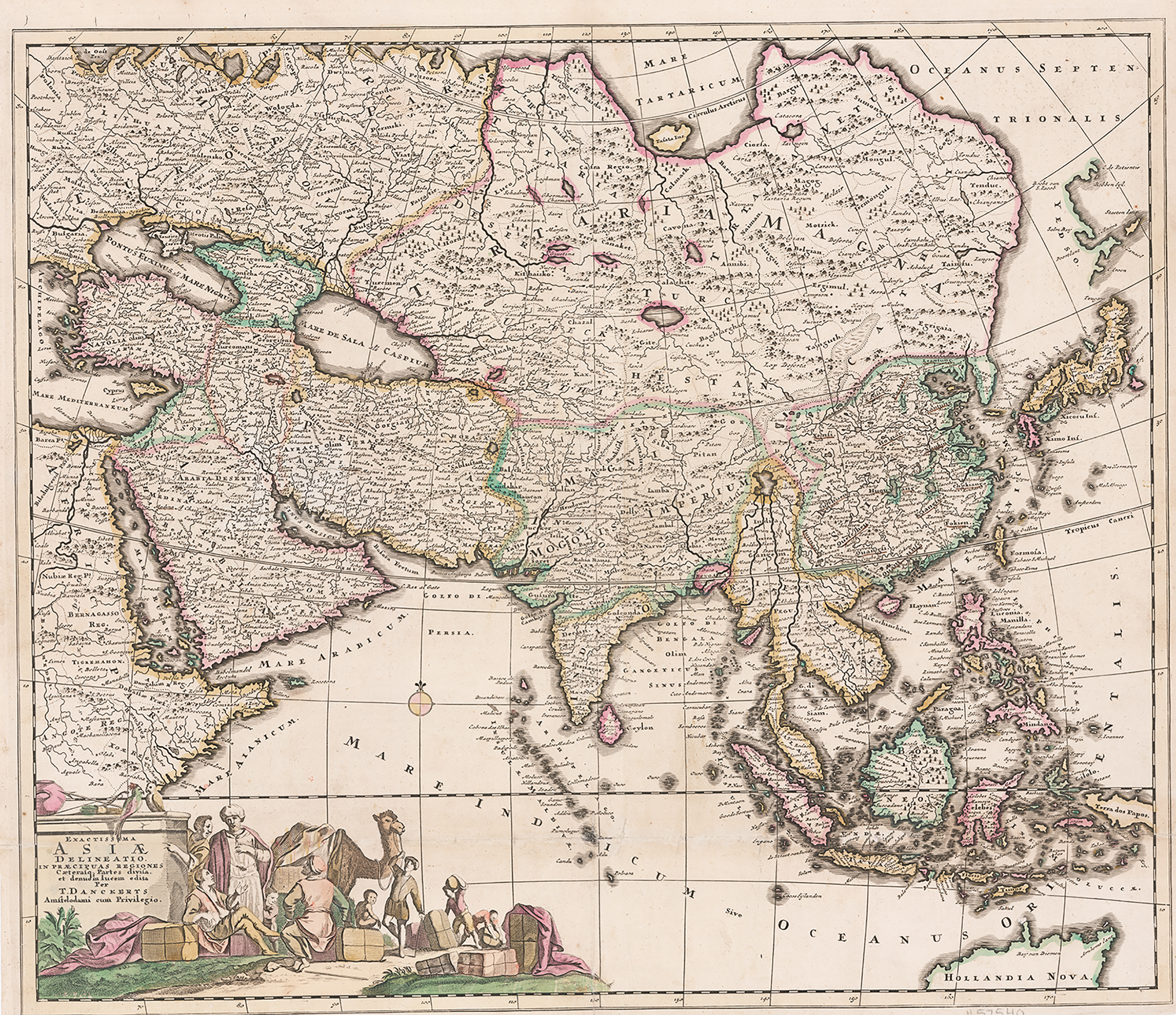
Amsterdam / 1685 (1700 ca) Pubblicato per la prima volta da Justus Danckerts, questo esempio è fatto da suo figlio "T[heodorus] Danckerts",
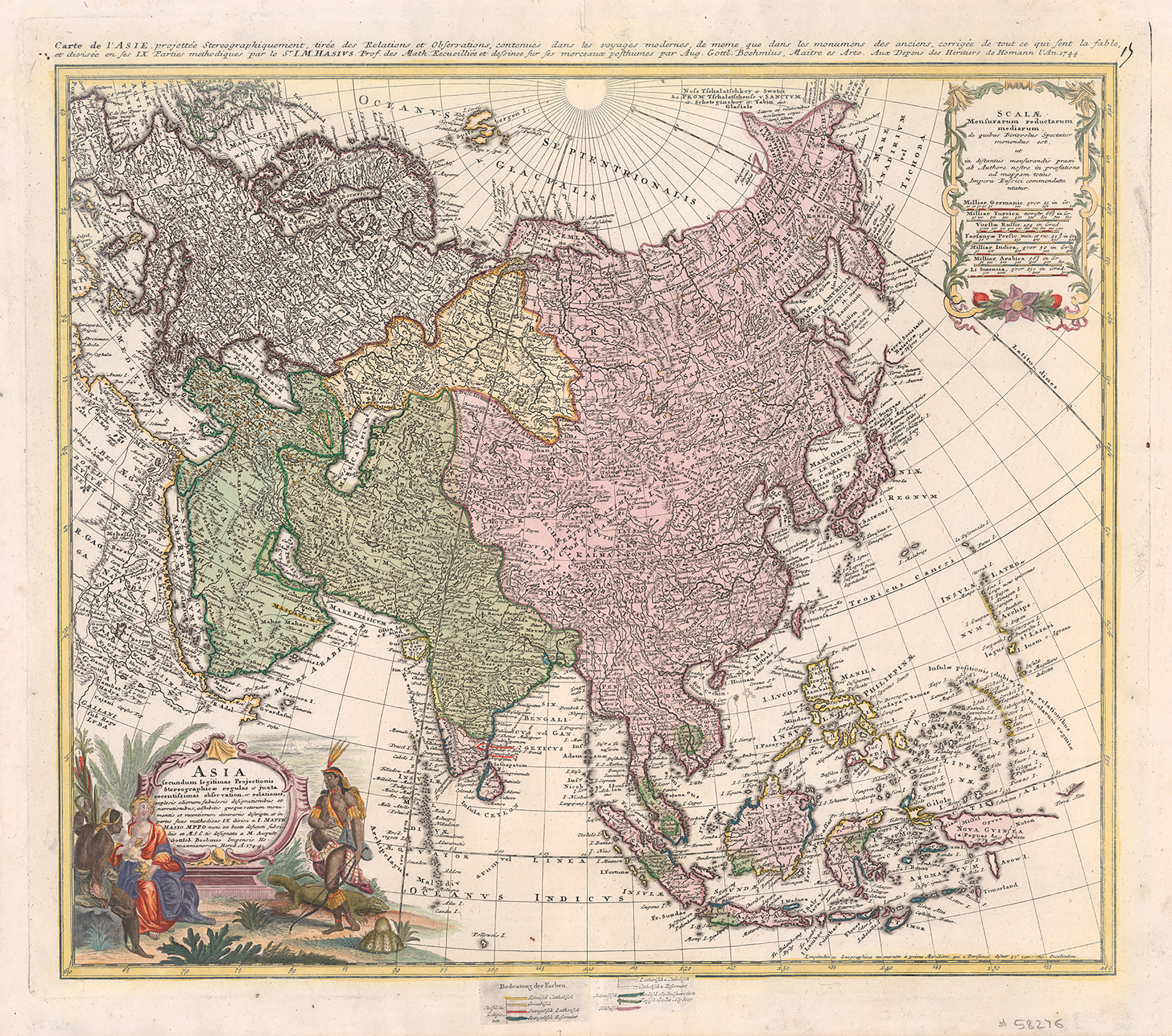
Nuremberg / 1744 Colorata su base religiosa, mappa dettagliata dell'Asia, basata sulla proiezione stereografica del mondo di Johann Mattheus Haas.
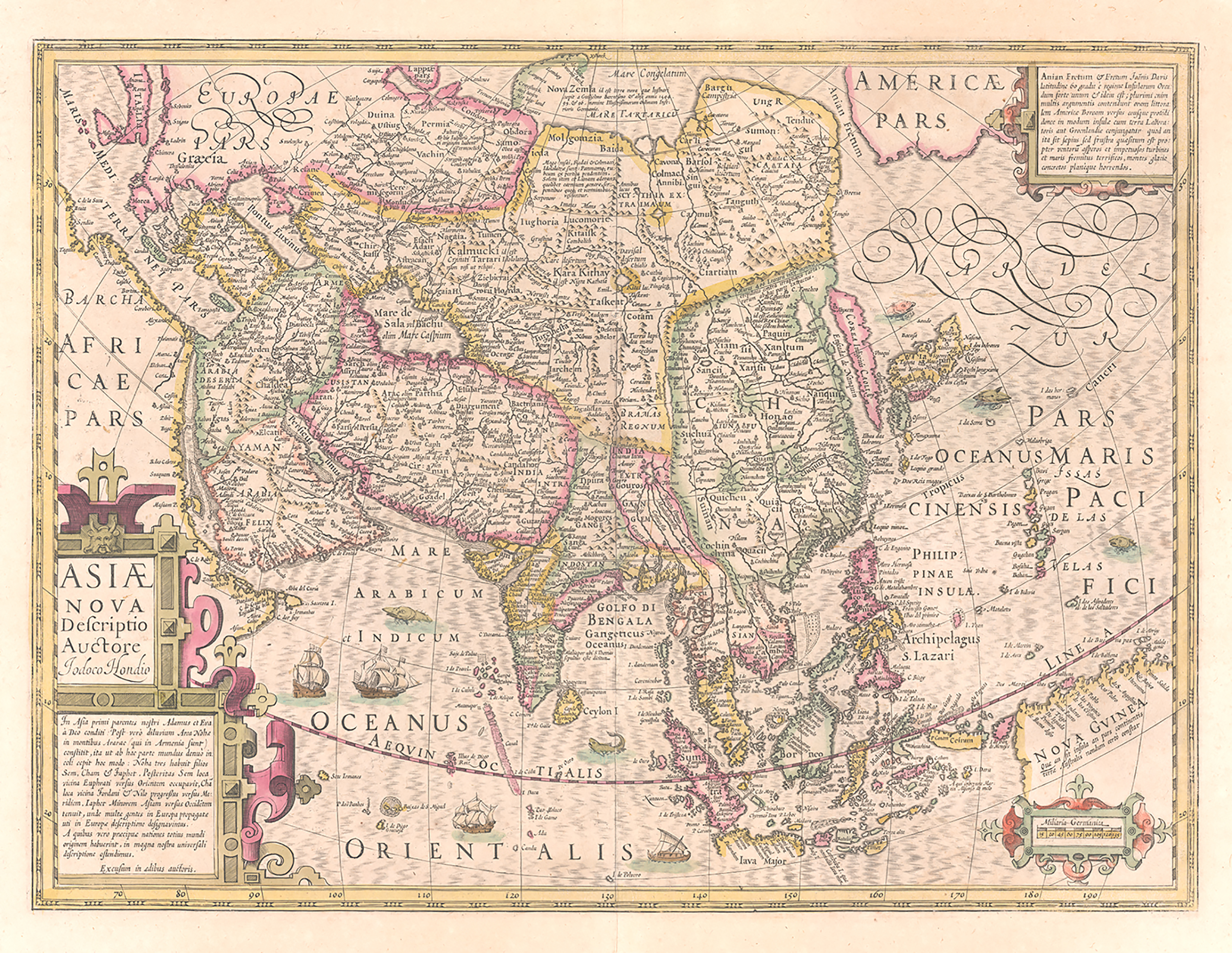
L'importante Jodocus Hondius ha corretto l'errore di utilizzare "Golfo Arabico" per due diverse regioni e ha aggiornato la mappa dell'Asia. Pubblicato ad Amsterdam 1620 circa
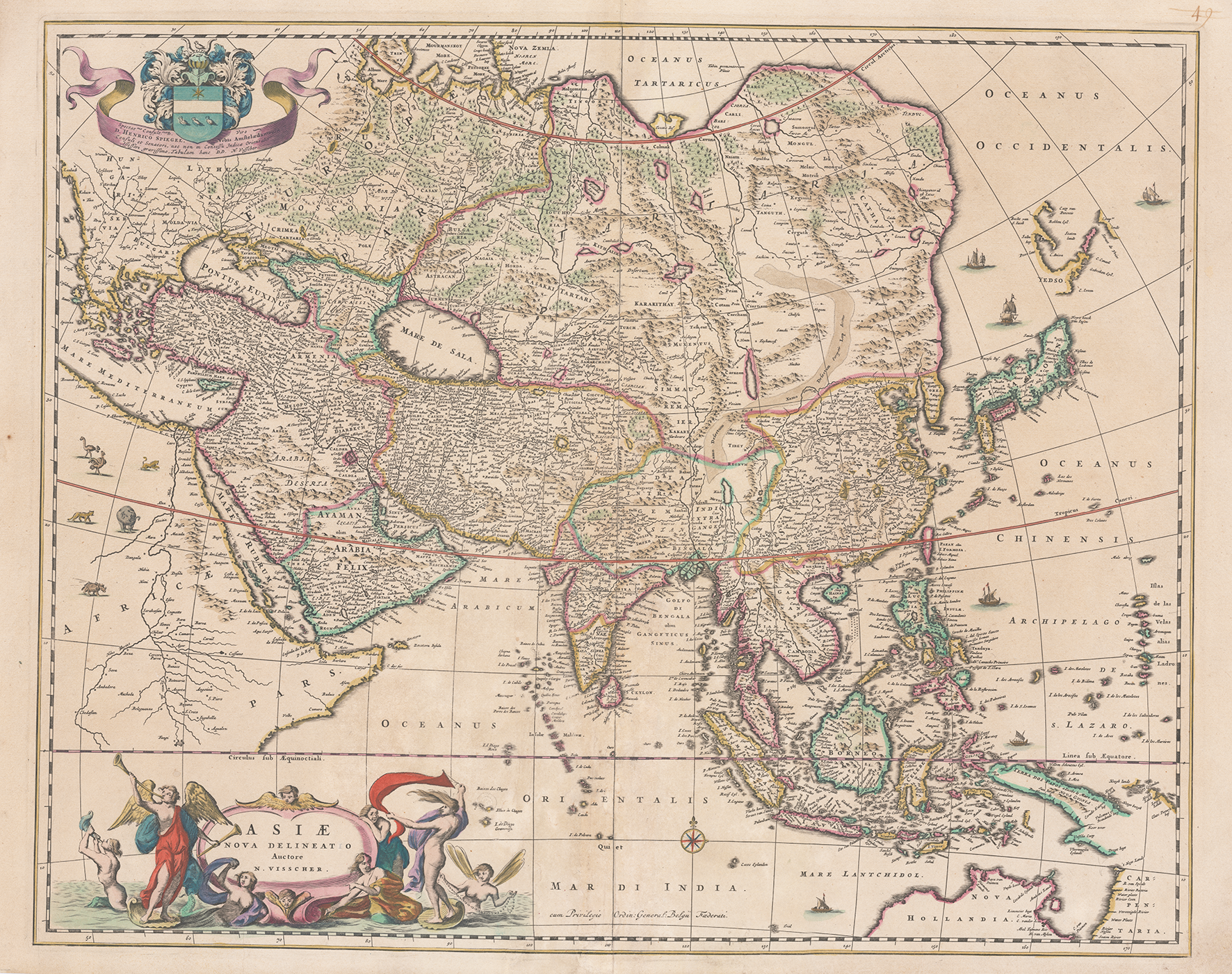
Pubblicato ad Amsterdam da Nicholas Visscher.1670.
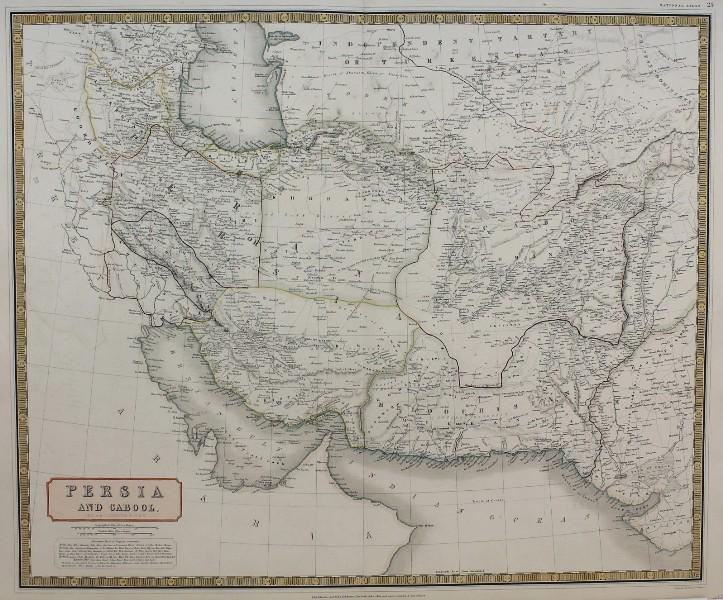
A.K. Johnston -1850-Edinburg
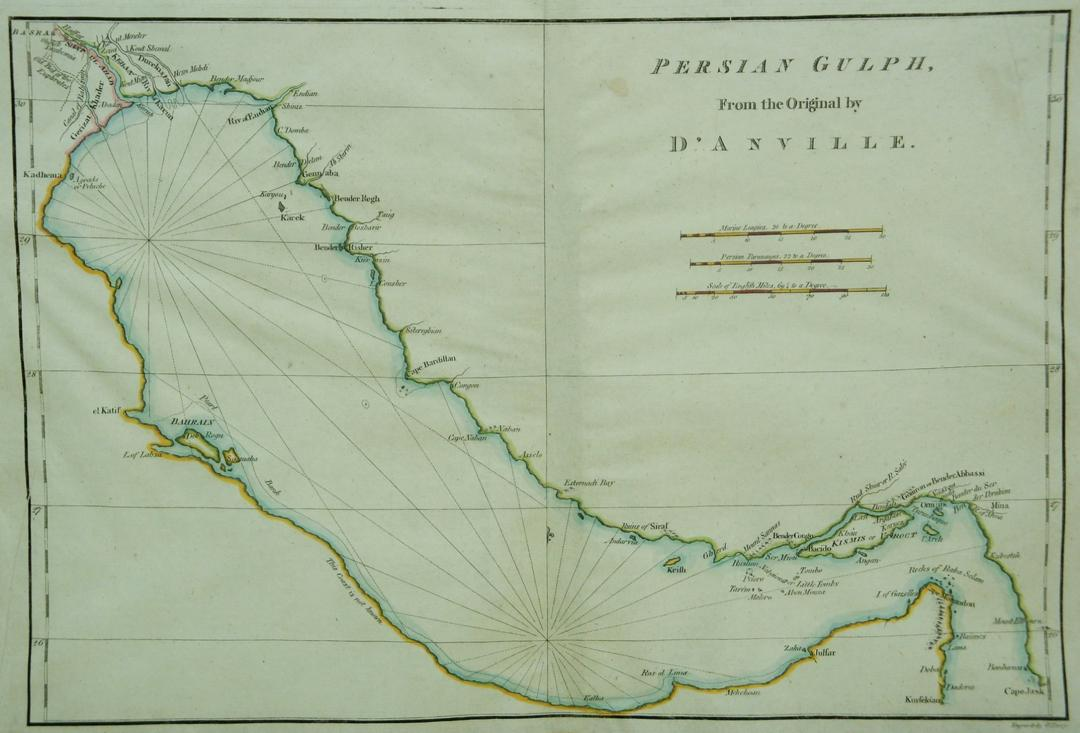
D'Anville- 1788, Pubblicato da L. Harrison in Inghilterra
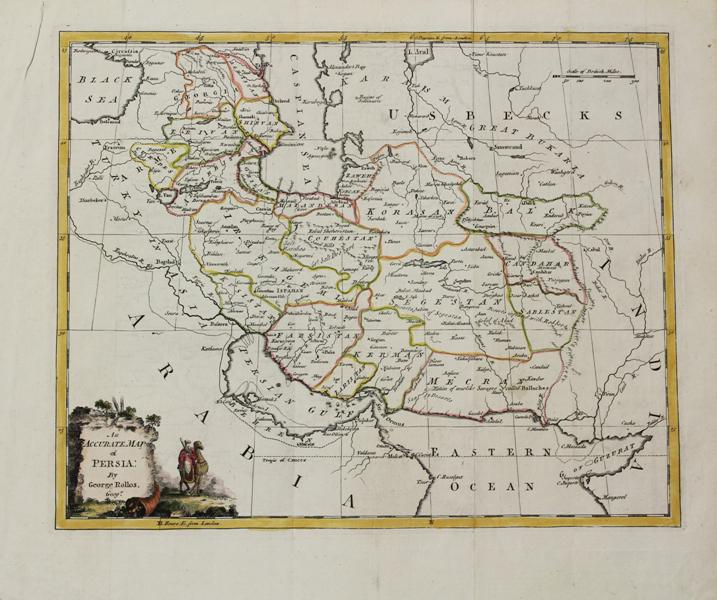
George Rollos, 1770 pubblicato a Londra
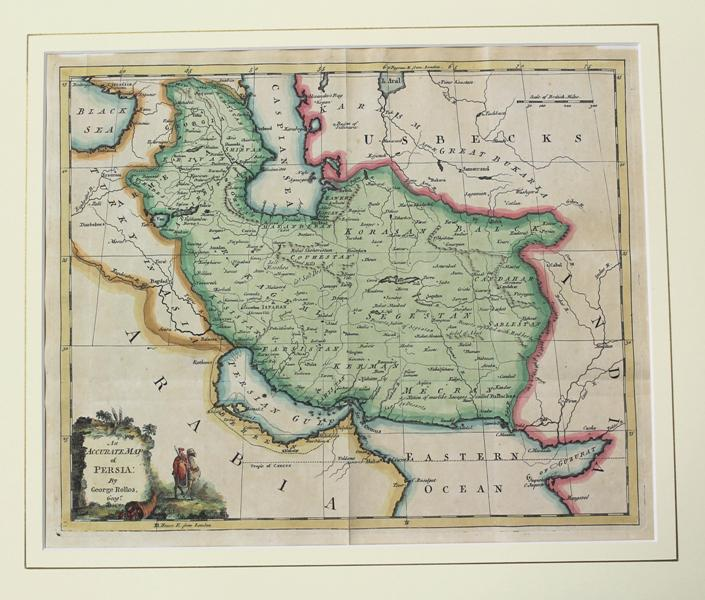
George Rollos 1770 Londra
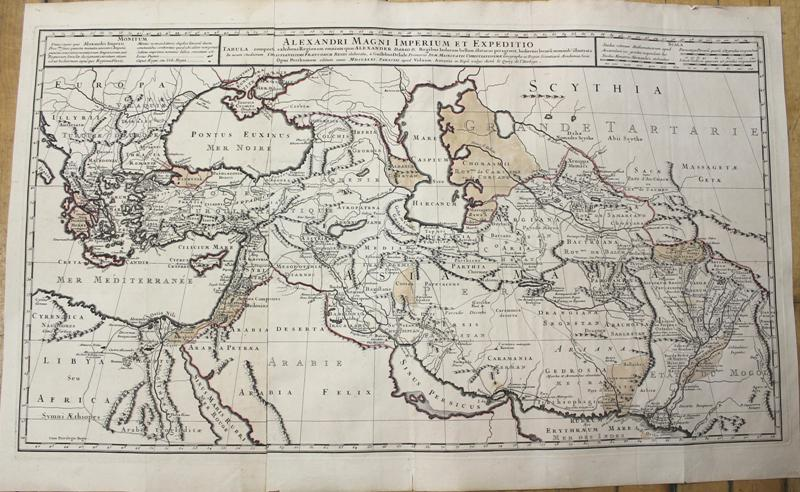
Guillaume de L'Isle - 1731- Parigi
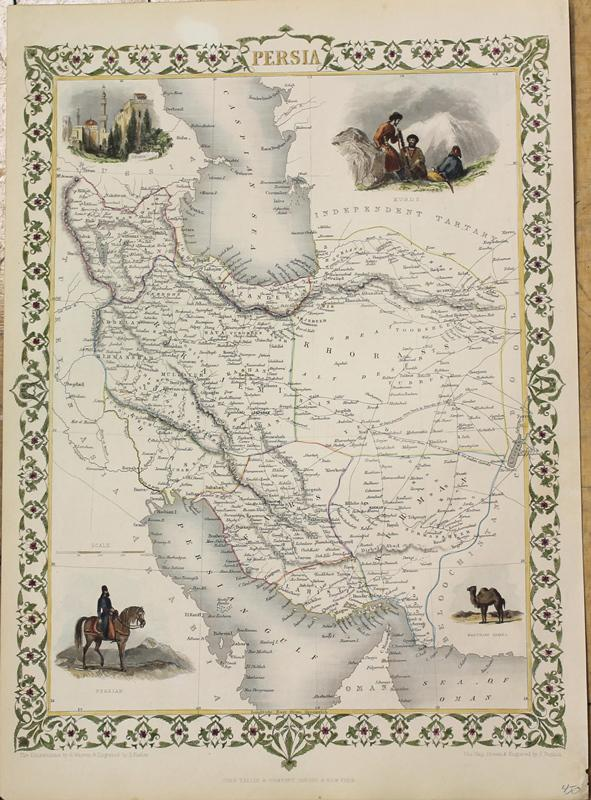
J. Rapkin, Published by Tallis.-1851-Londra
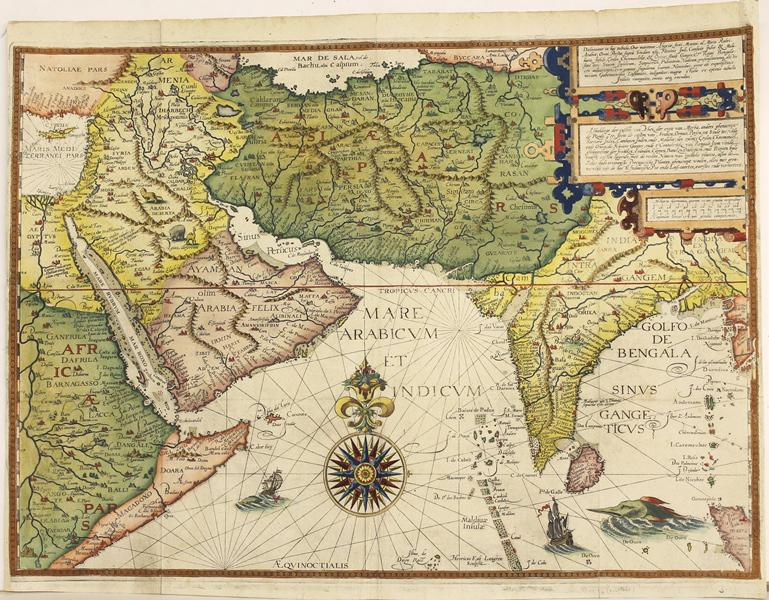
Jan Huighen van Linschoten, Henricus Florent Langren- 1596-Amsterdam
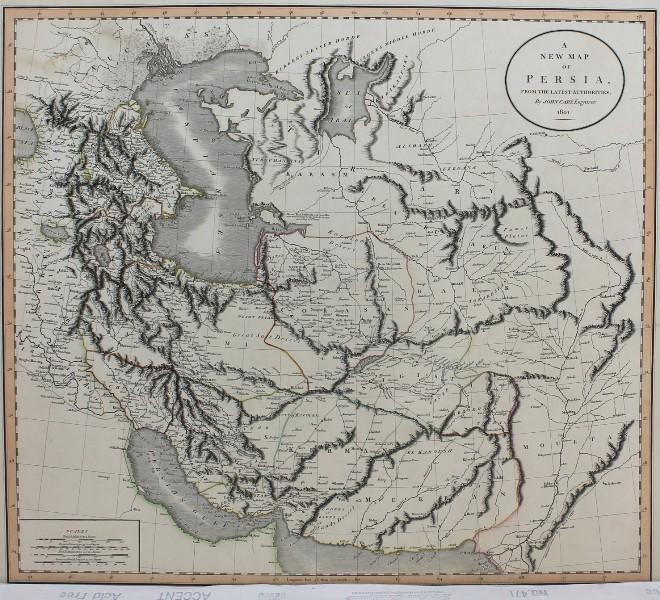
John Cary- London -1801.jpg
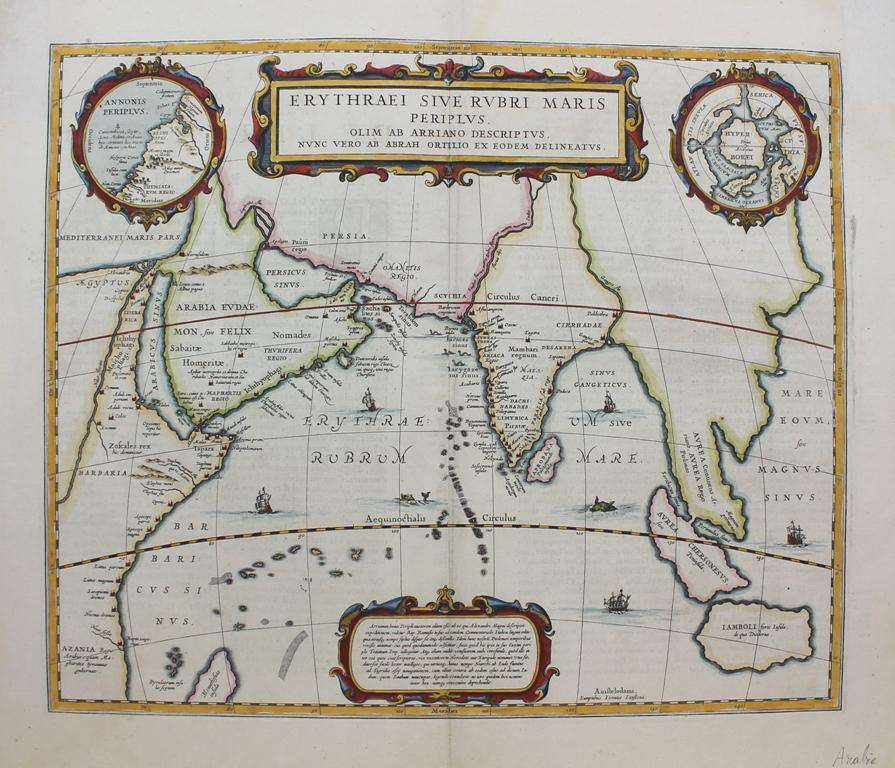
Posizione del Golfo Persico e Golfo Arabico di Janssonius, Joannes-1640-Amsterdam
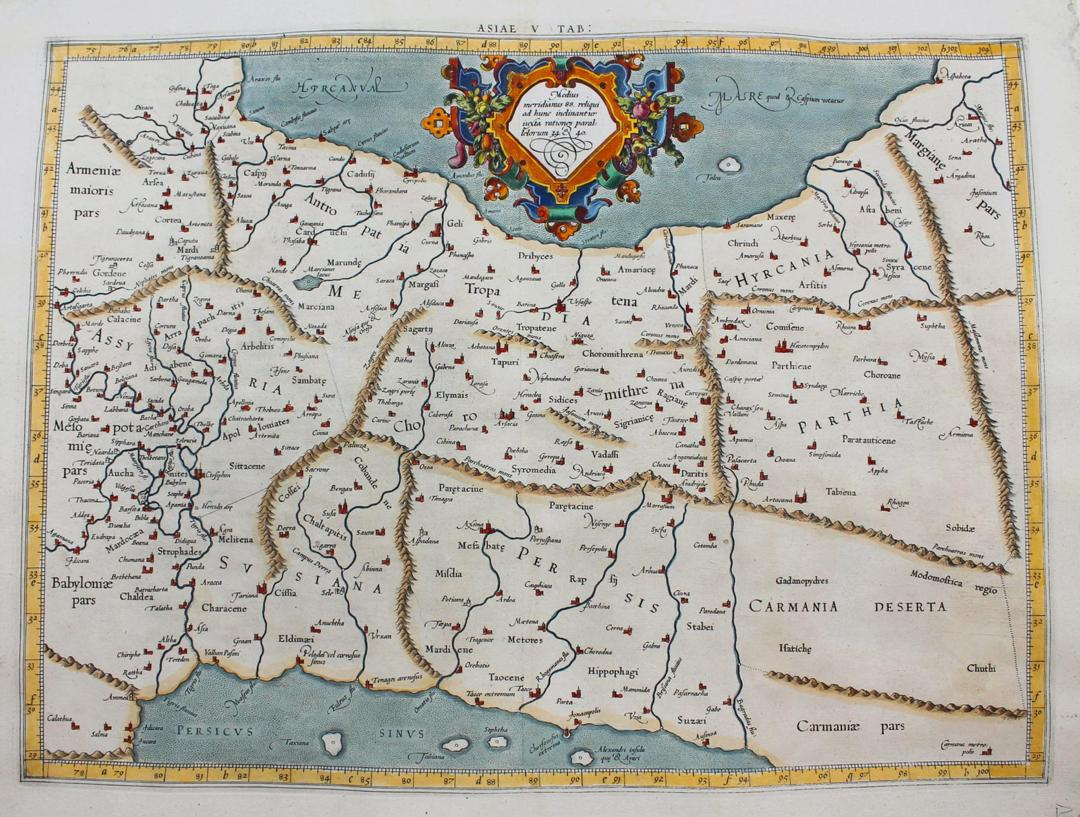
Mercator, Belgio, 1578
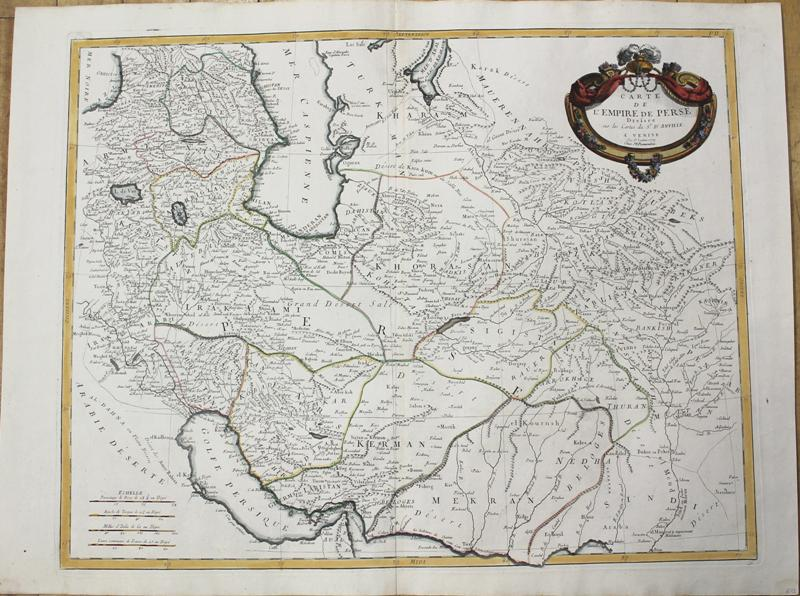
P. Santini- 1779-Venezia
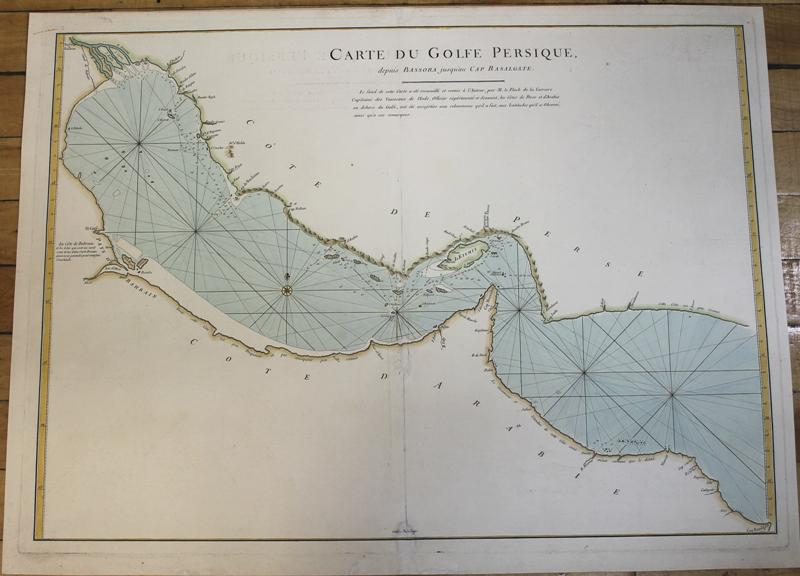
Pubblicato da D'Apres de Mannevillette-1775-paris.jpg
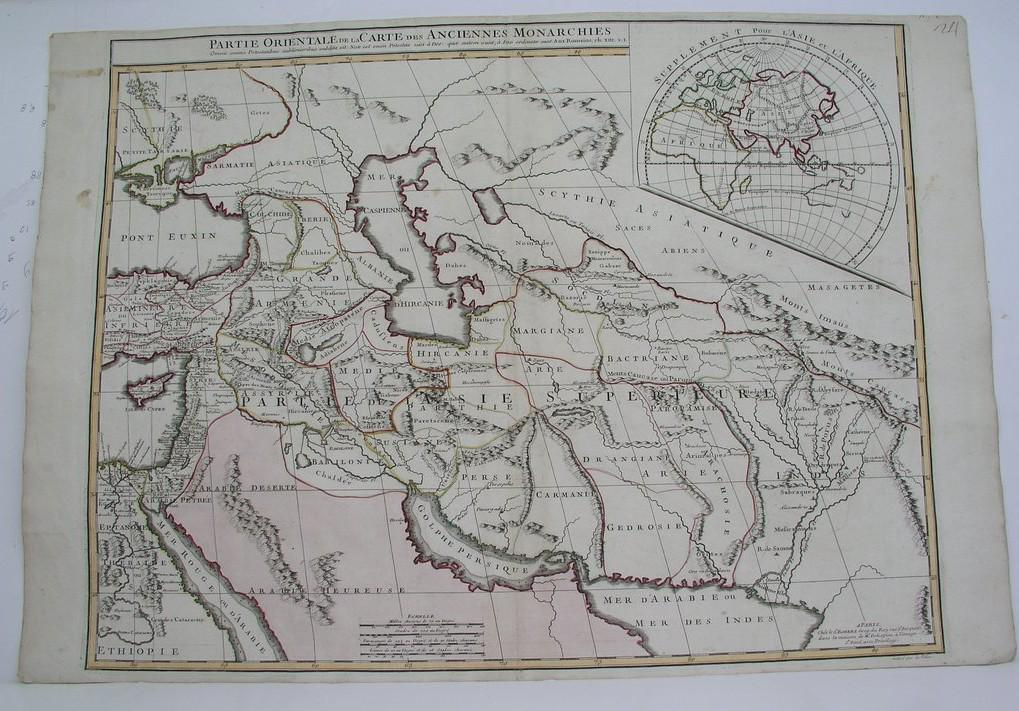
Robert- 1760- Parigi
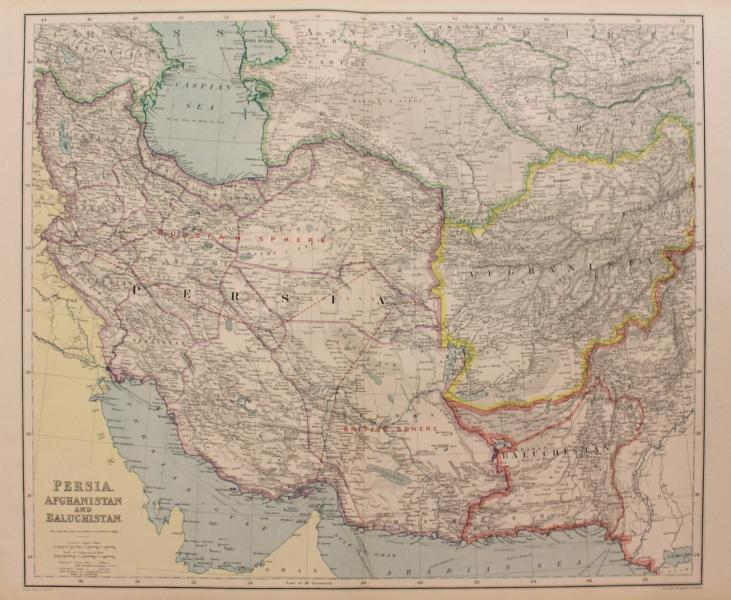
The London Geographical Institute 1890, pubblicato da George Philip & Son.
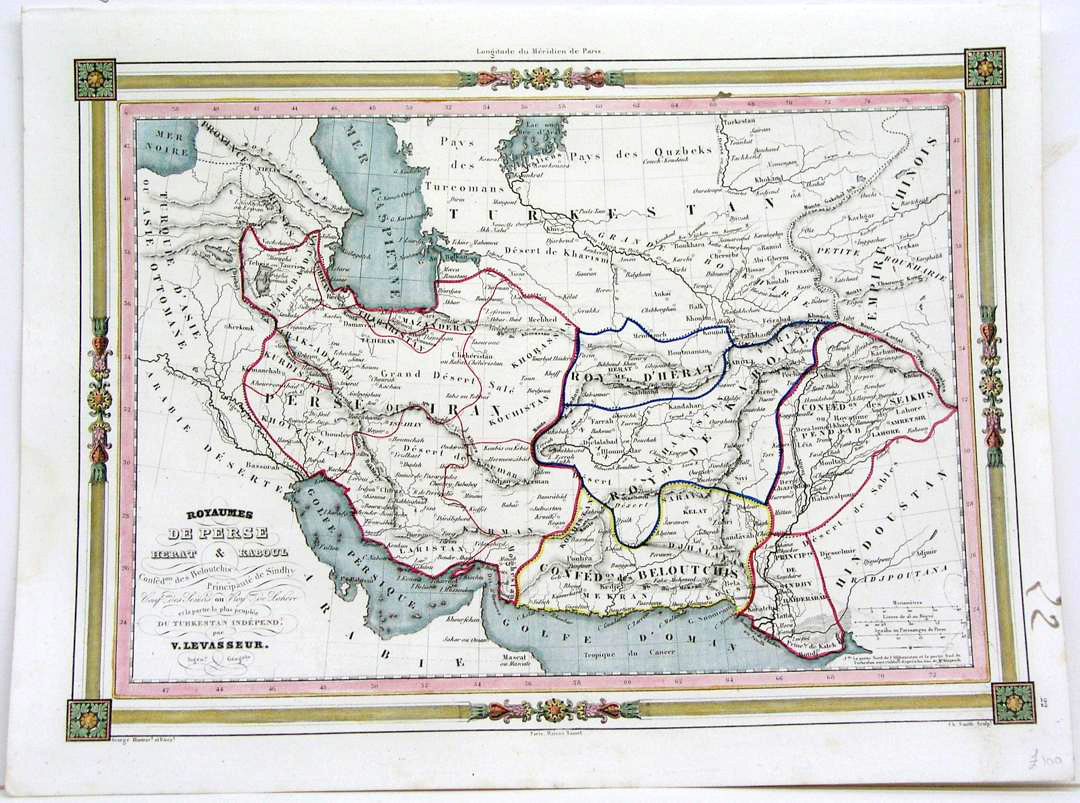
V. Levasseur - Parigi- 1838
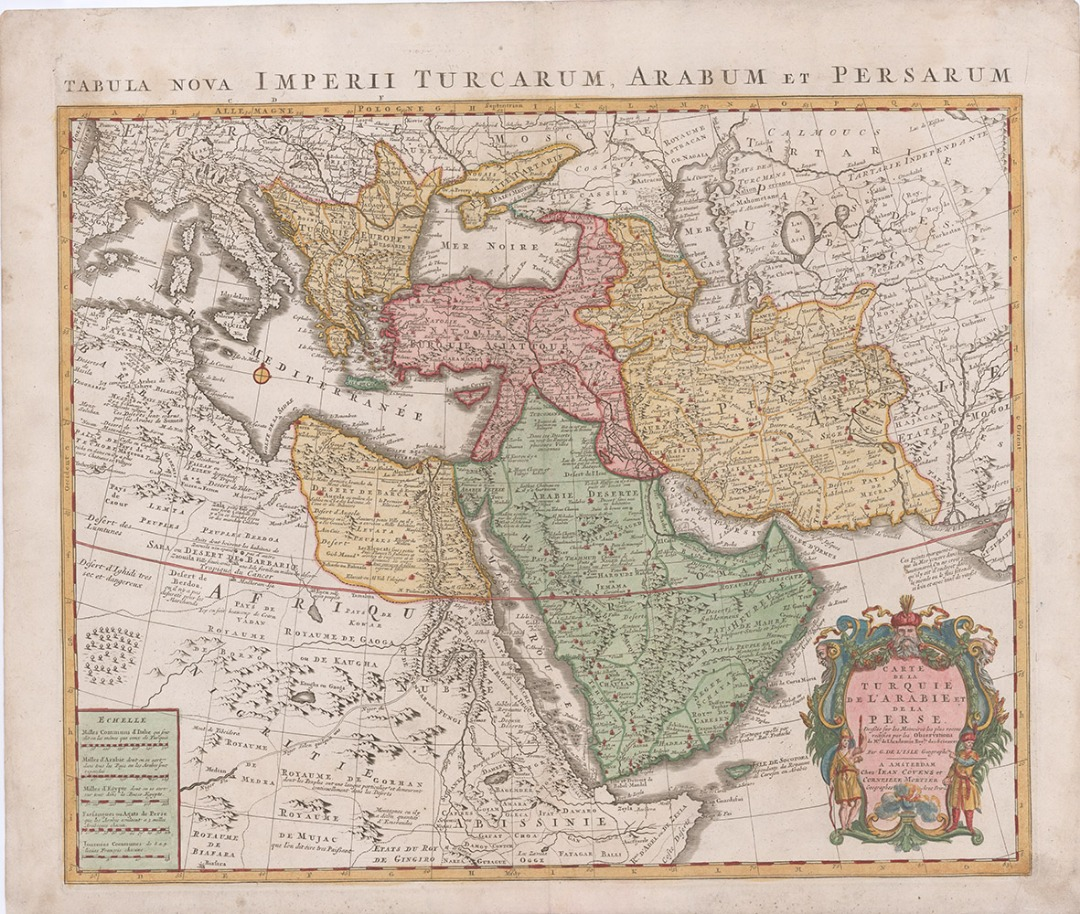
Amsterdam J. Covens et C. Mortier,1720
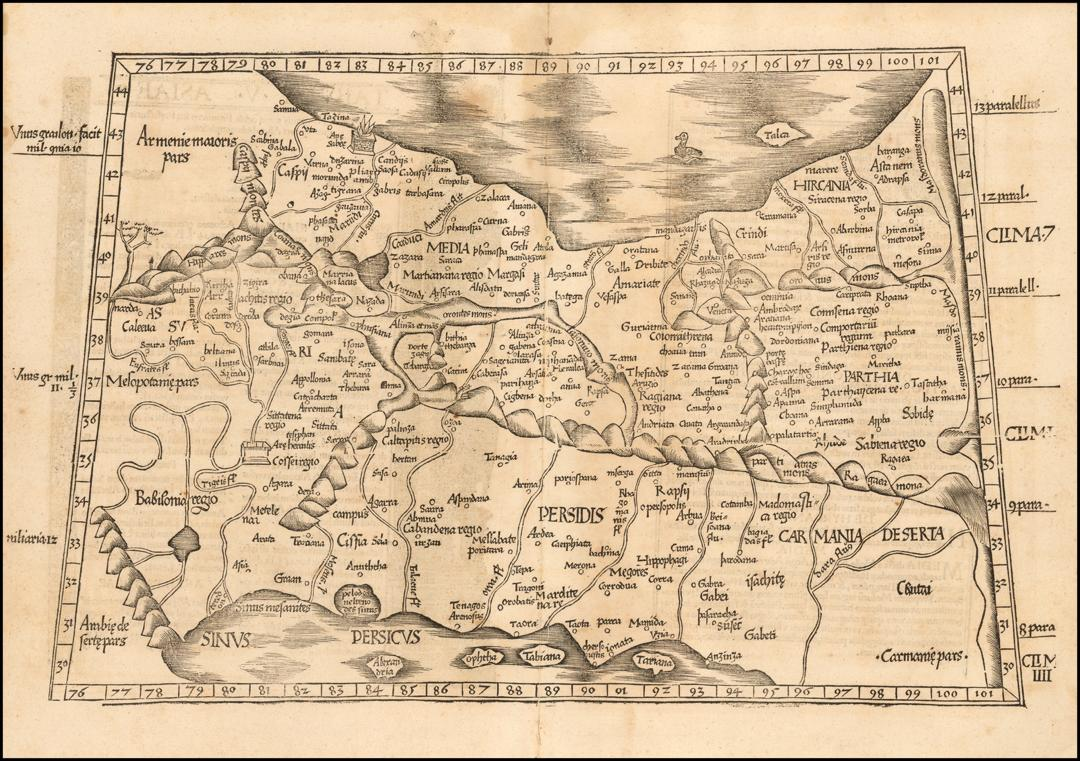
Strasbourg 1525 by Lorenz (Laurent) Fries
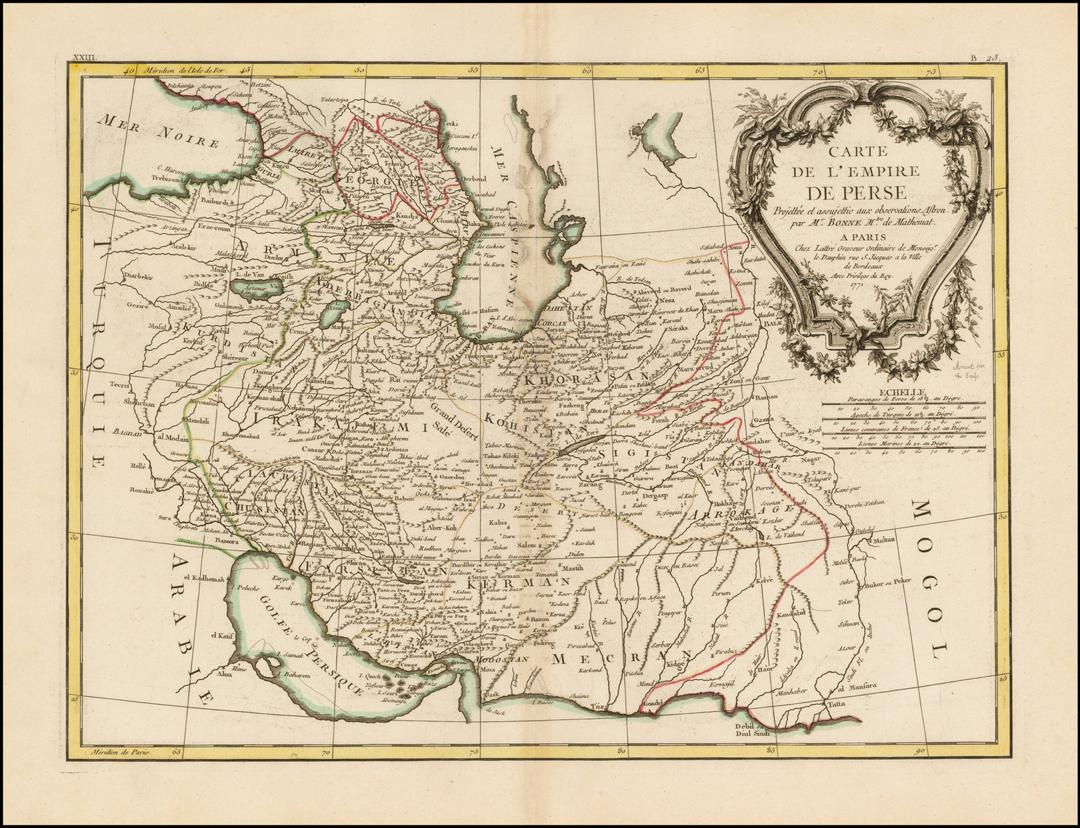
Rigobert Bonne- 1771 Parigi
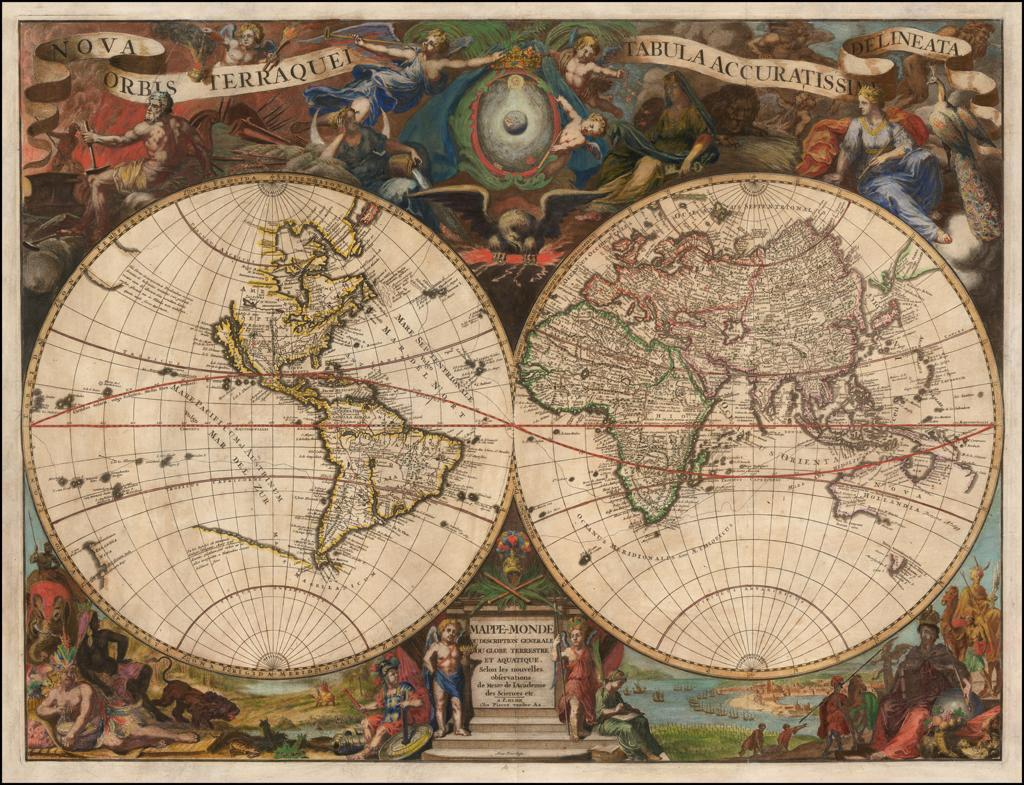
Pubblicato da Pieter van der Aa-Leiden-1713
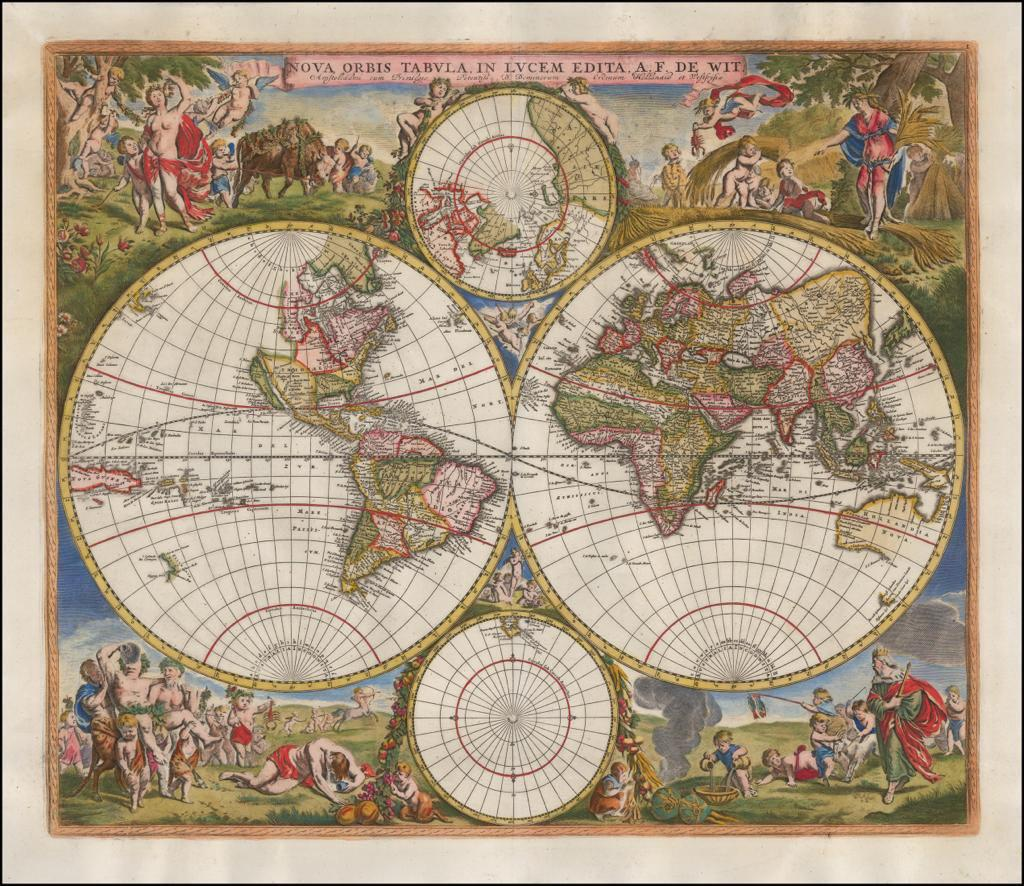
Editore: Frederick de Wit - Amsterdam-1680 ca
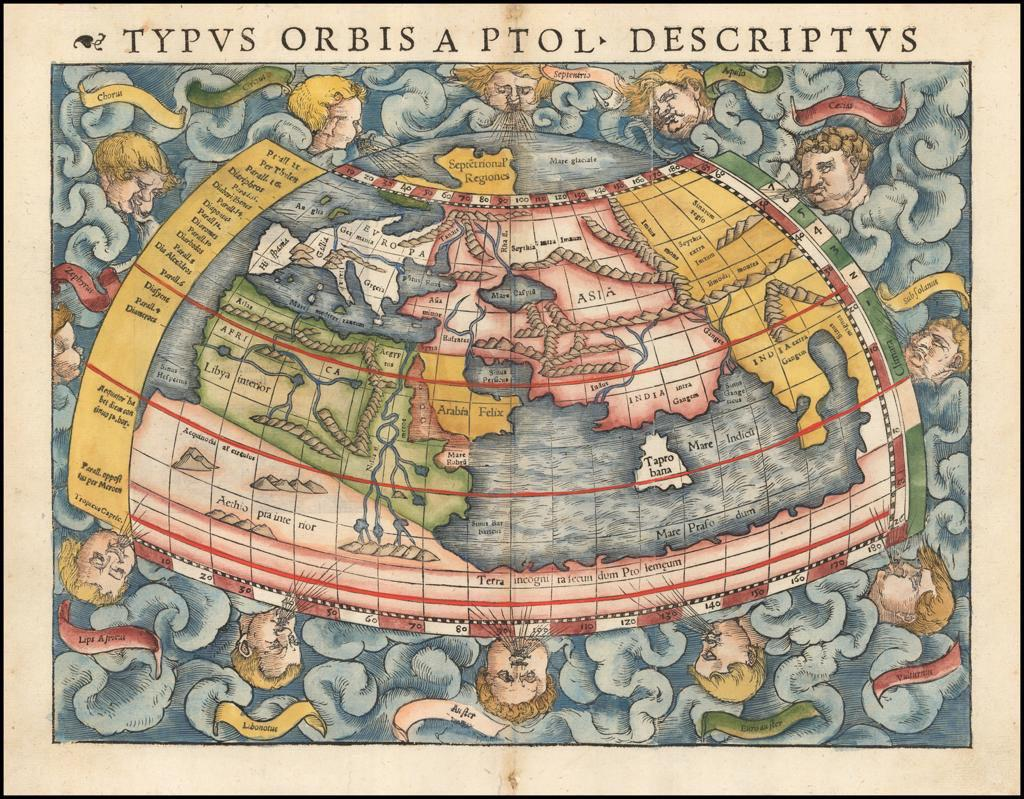
Pubblicato da Sebastian Münster-Basle-1542
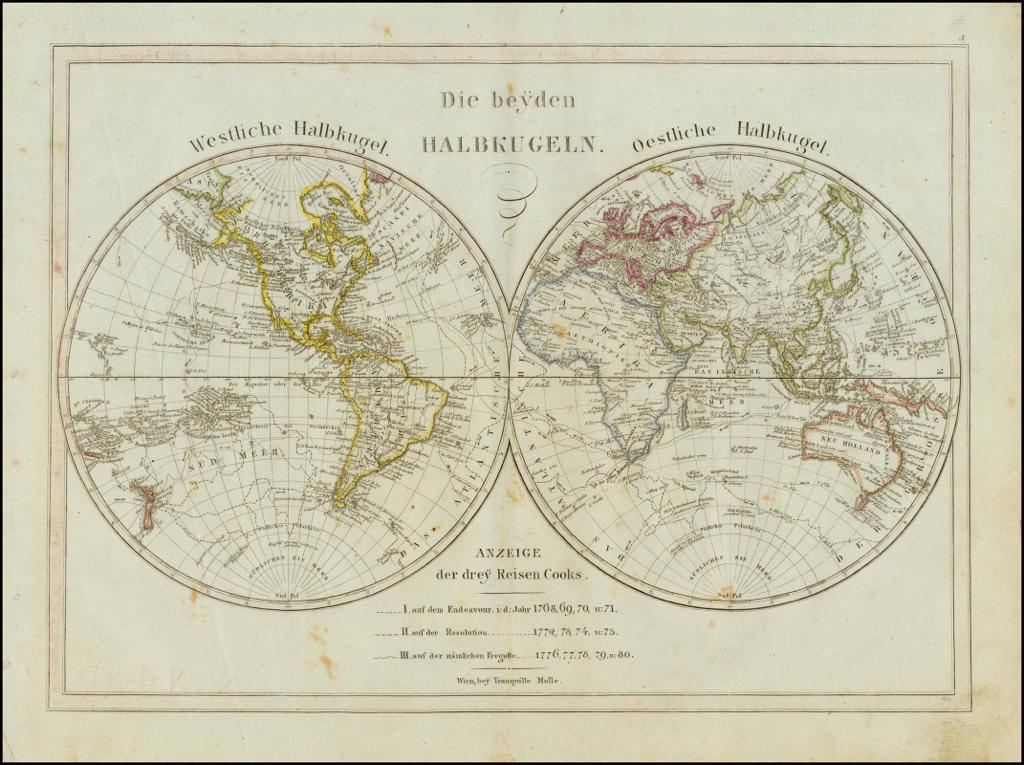
Die beyden Halbkugeln-Vienna-1790
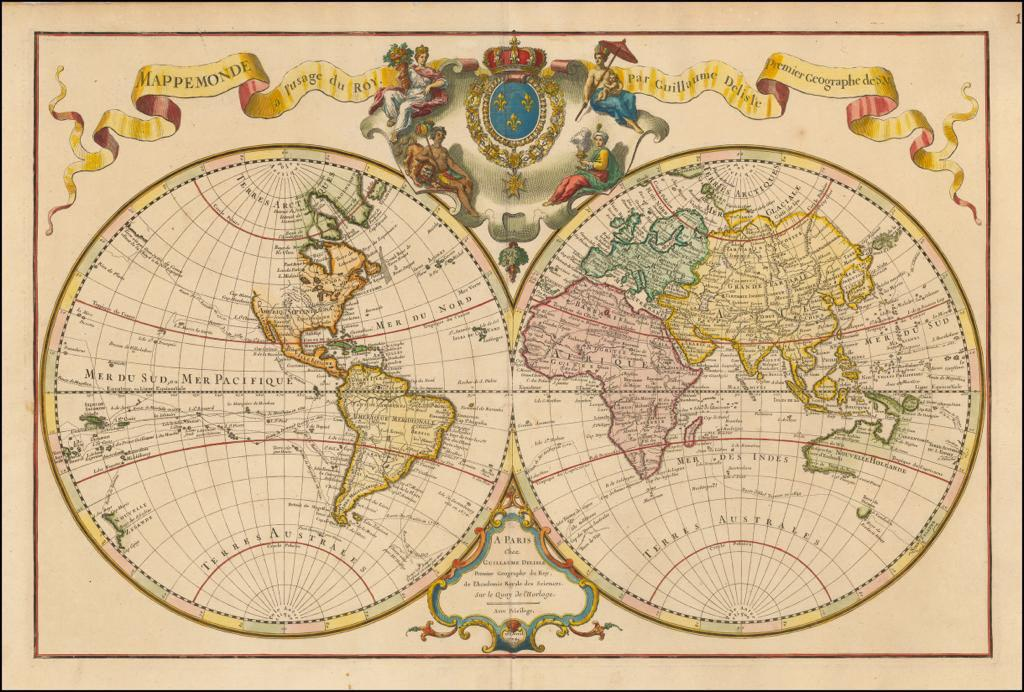
Mappemonde a l'usage du Roy Par Guillaume Delisle Premier-Geographe de S.M. . . . 1720 (Shows De Gama Land)
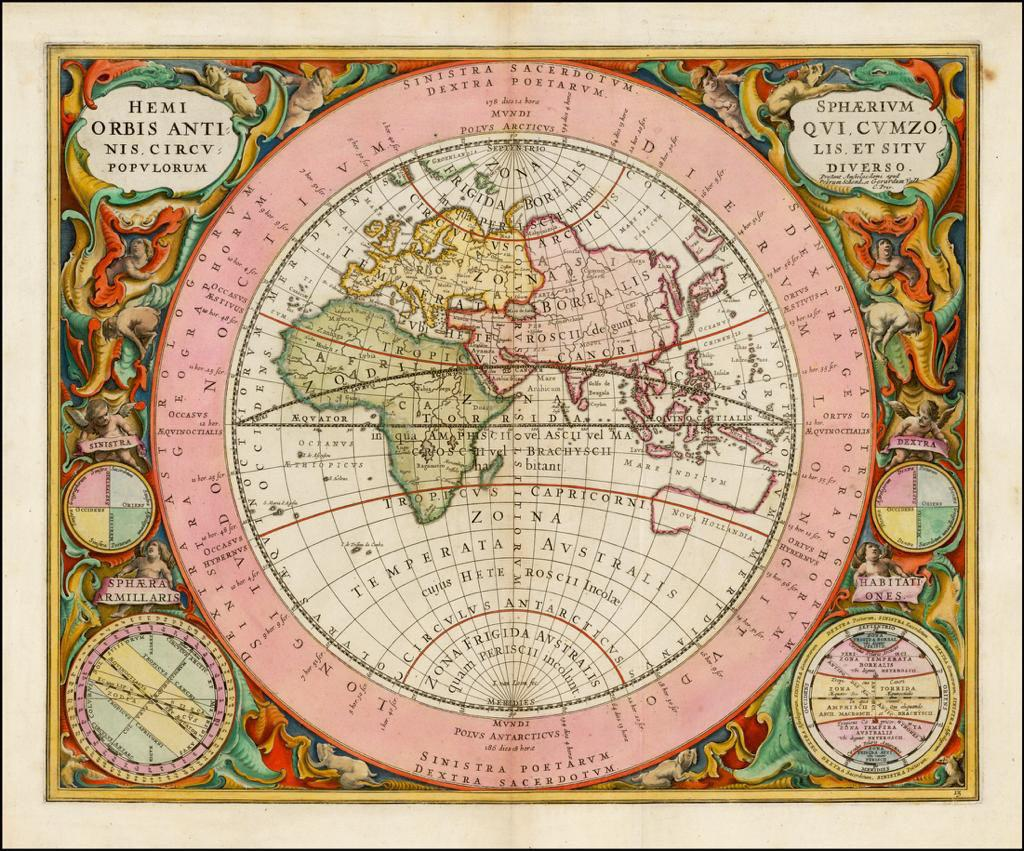
Hemisphaerium Orbis Antiqui Cumzonis Circulis et Situ Populorum Diverso-Amsterdam- 1660 (1708)
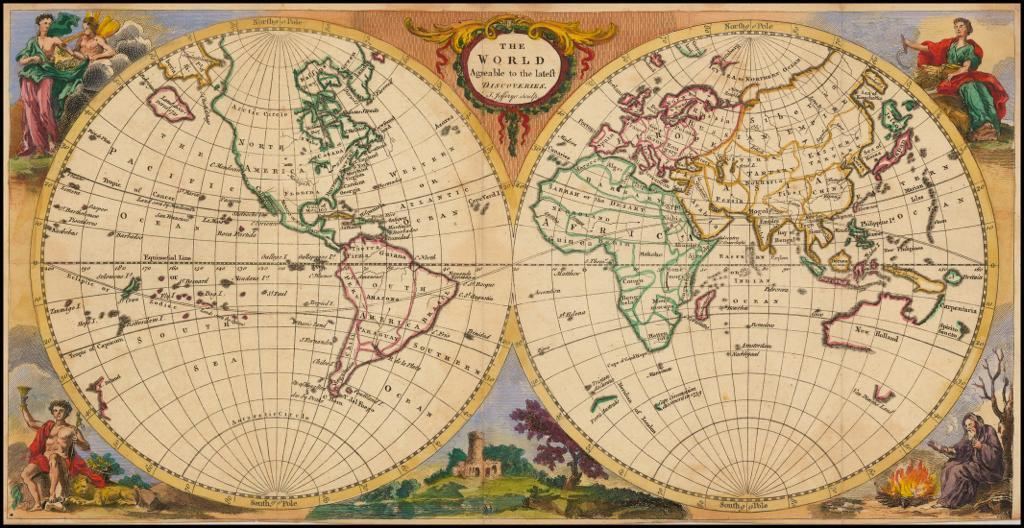
The World Agreeable to the latest Discoveries-London- 1754
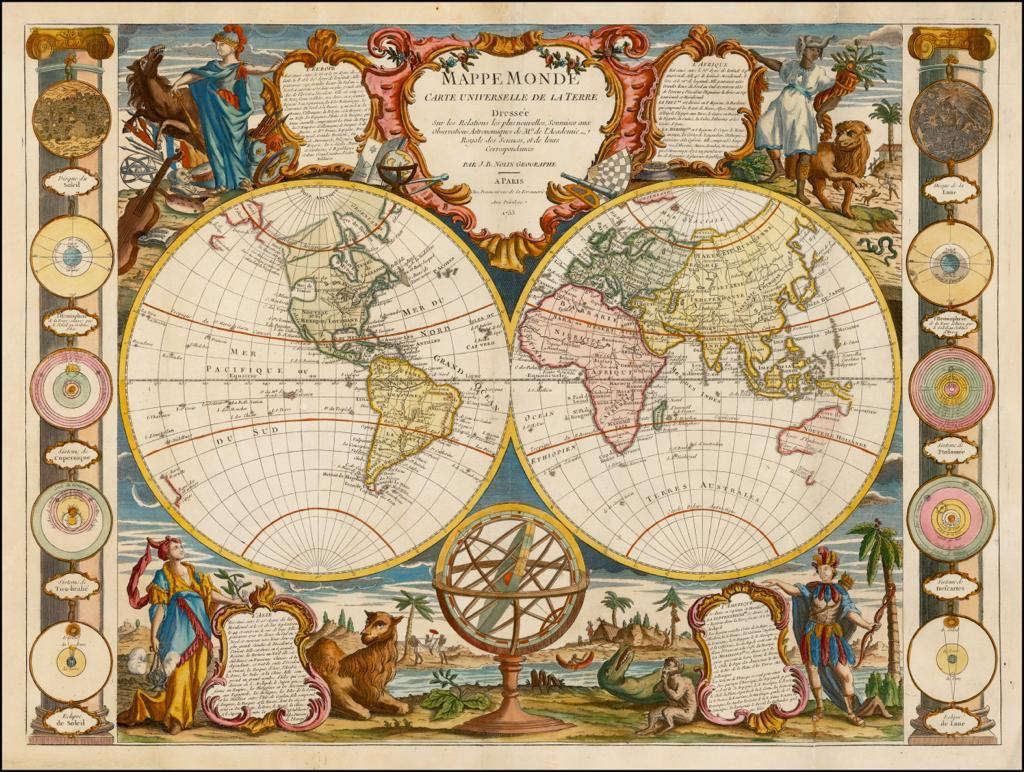
Mappe Monde Carte Universelle de la Terre Dressee Sur les Relations les plus nouvelles, Soumises aux Obseravtions Astronomiques-Paris-1755
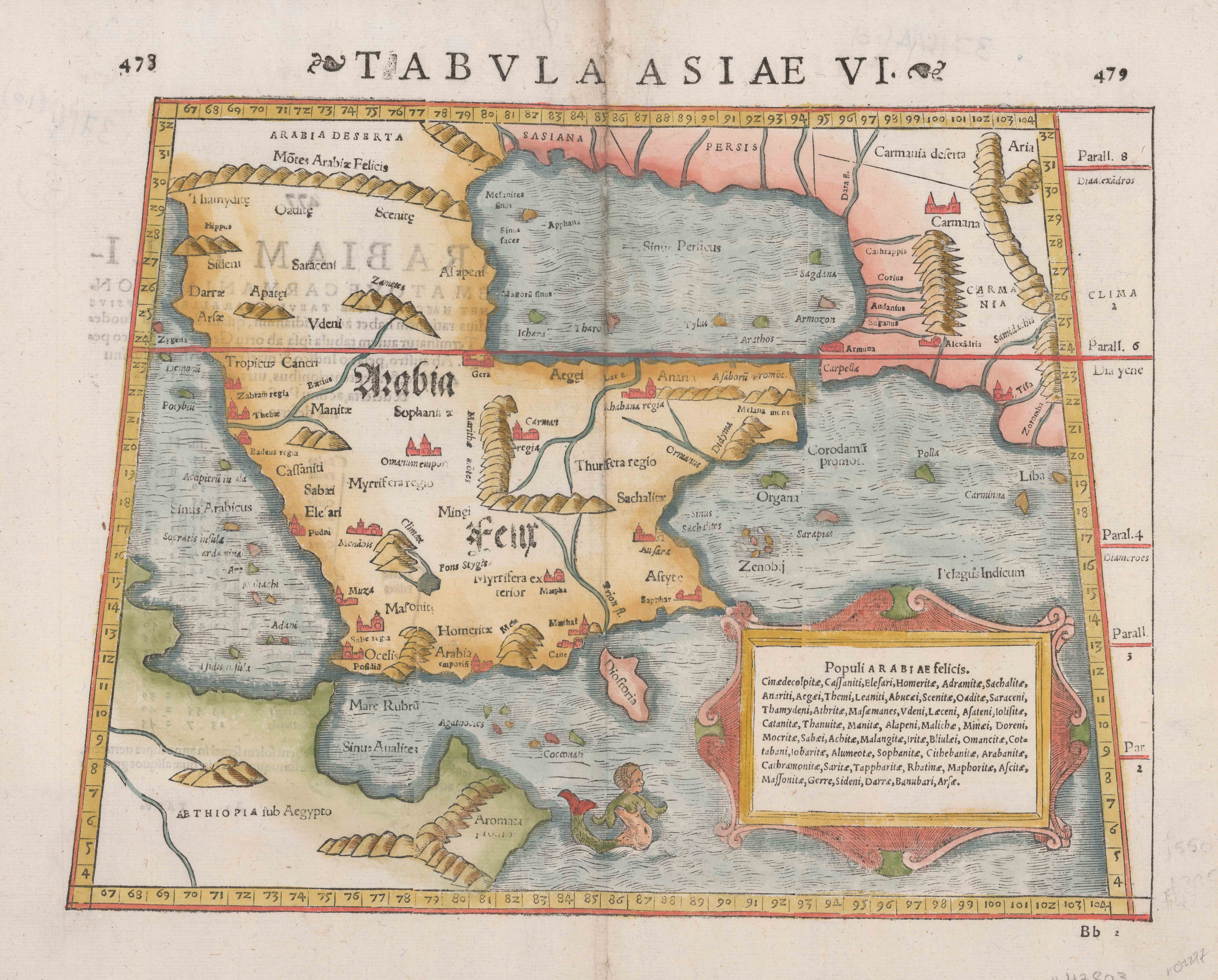
Persia, Caspian Sea, done by ye Czar, and Part of Independent Tartary With His Tract from Astracan in Gilan in Persia Above 2700 English MIles
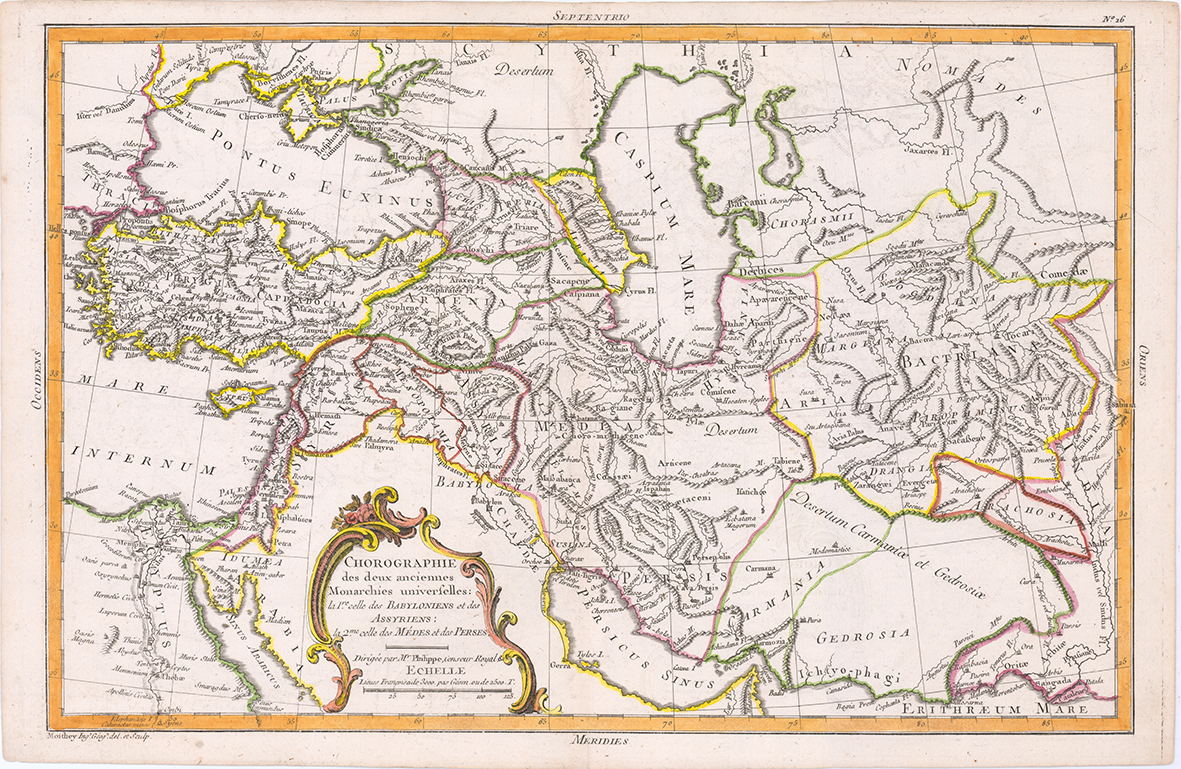
Middle East Antique map Babylon Assyriens Philippe 1787
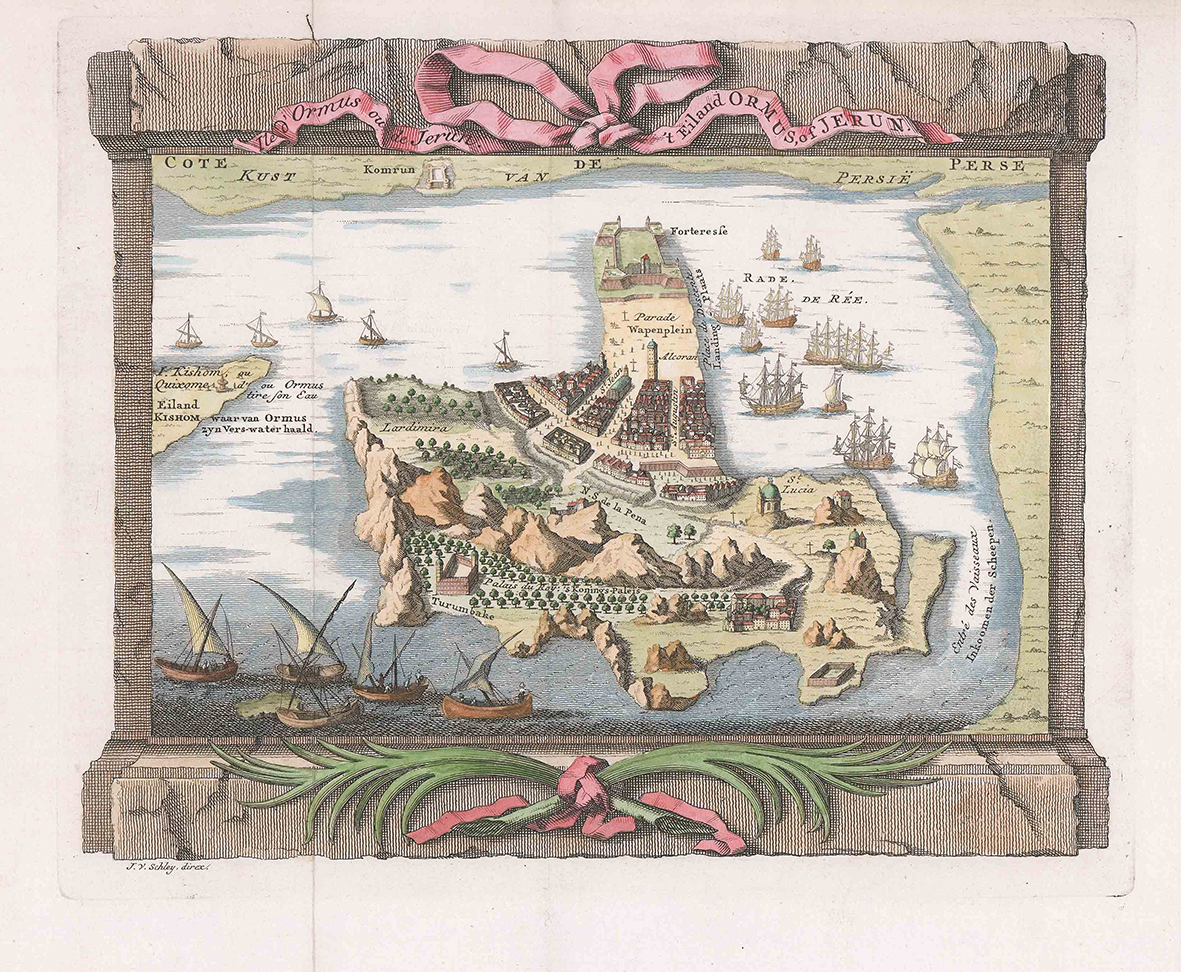
Persia Kingdom Ormus Strait Hormuz Old plan Bellin 1756
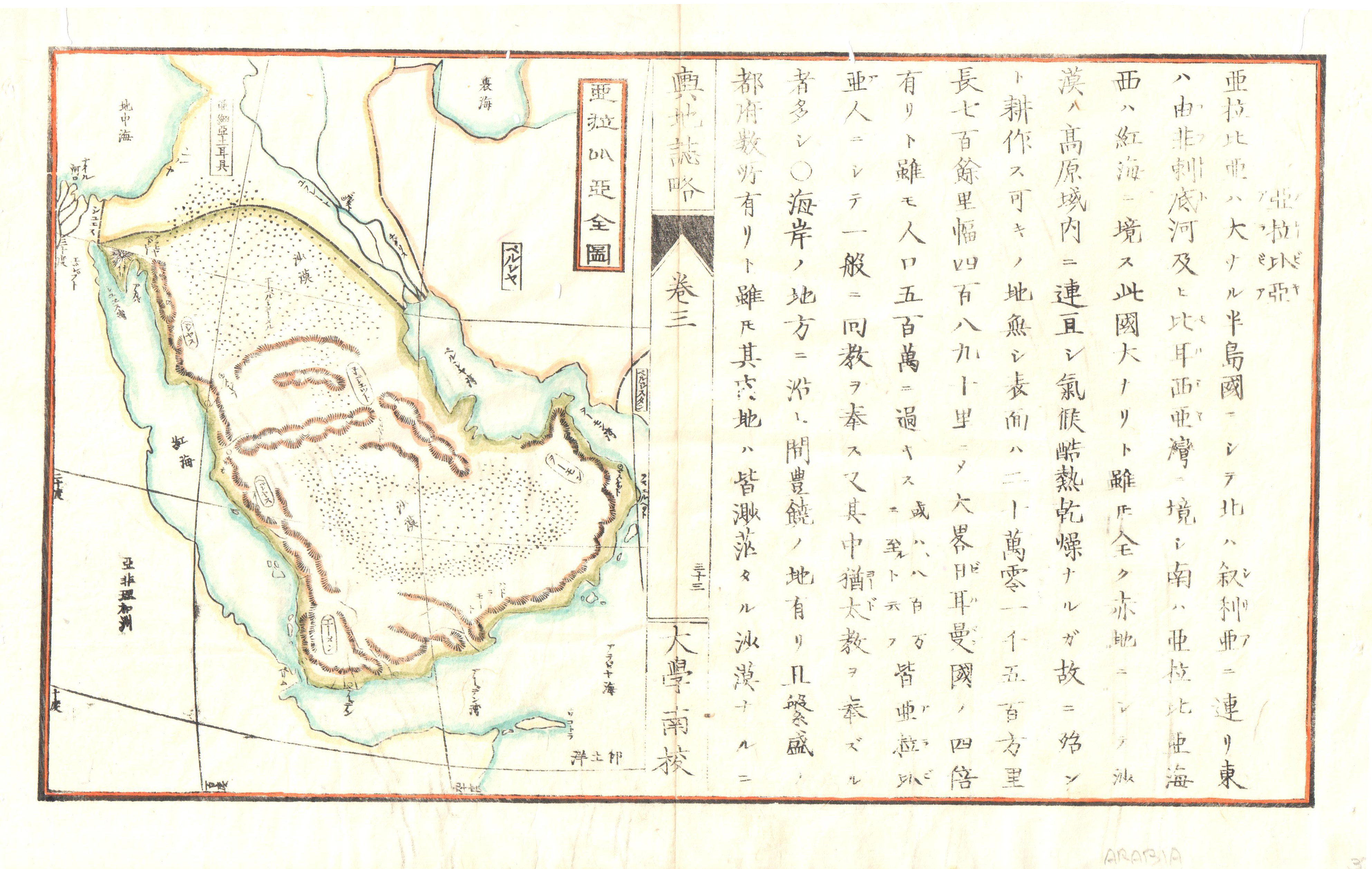
Mappa giapponese dell'Arabia Saudita-1874-pubblicata da Naito
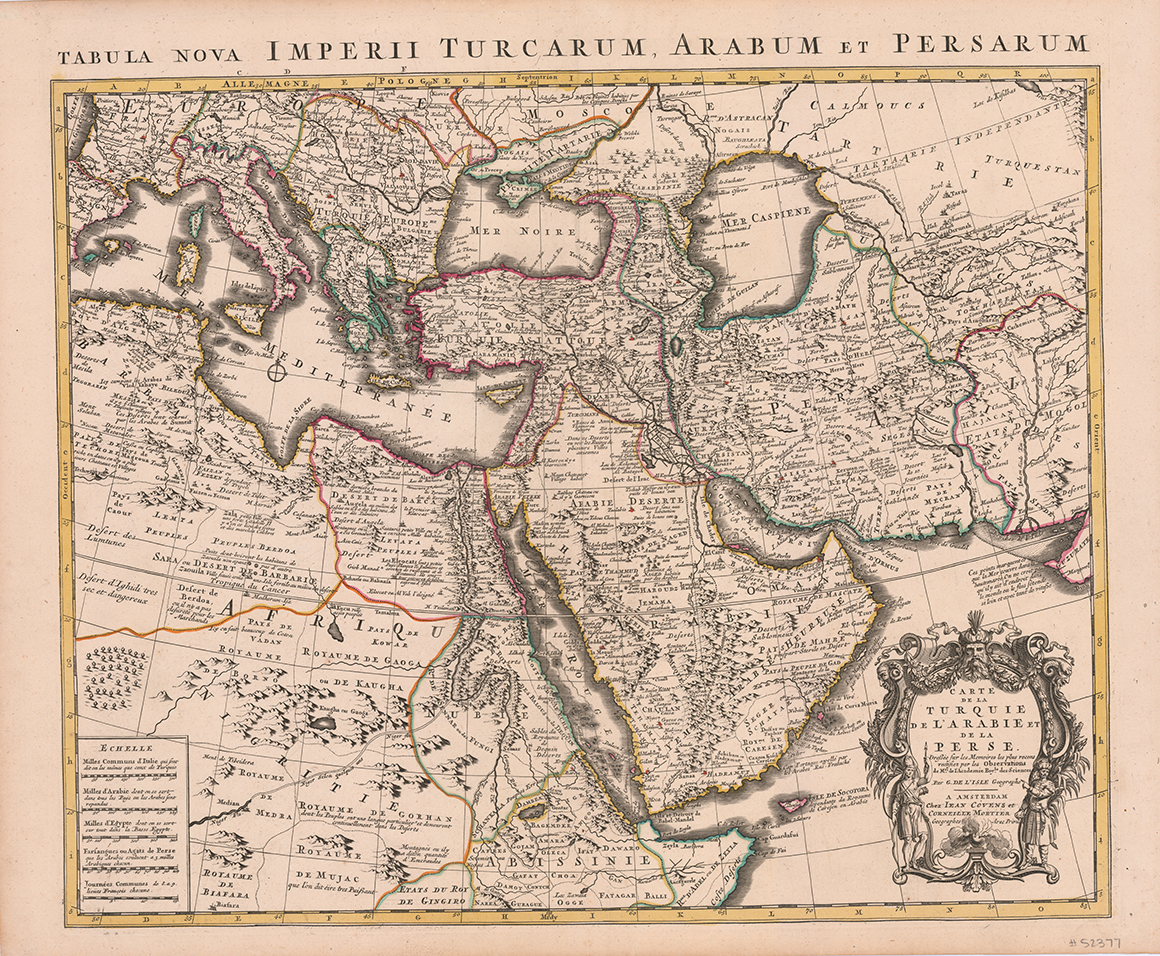
Carte De La Turquie De L'Arabie et De La Perse, Dressee sur les Memoires les plus recens rectifiez par les Observations de Mrs. de l'Academie Royule, des Sciences-Amsterdam-1720

### Altri nomi

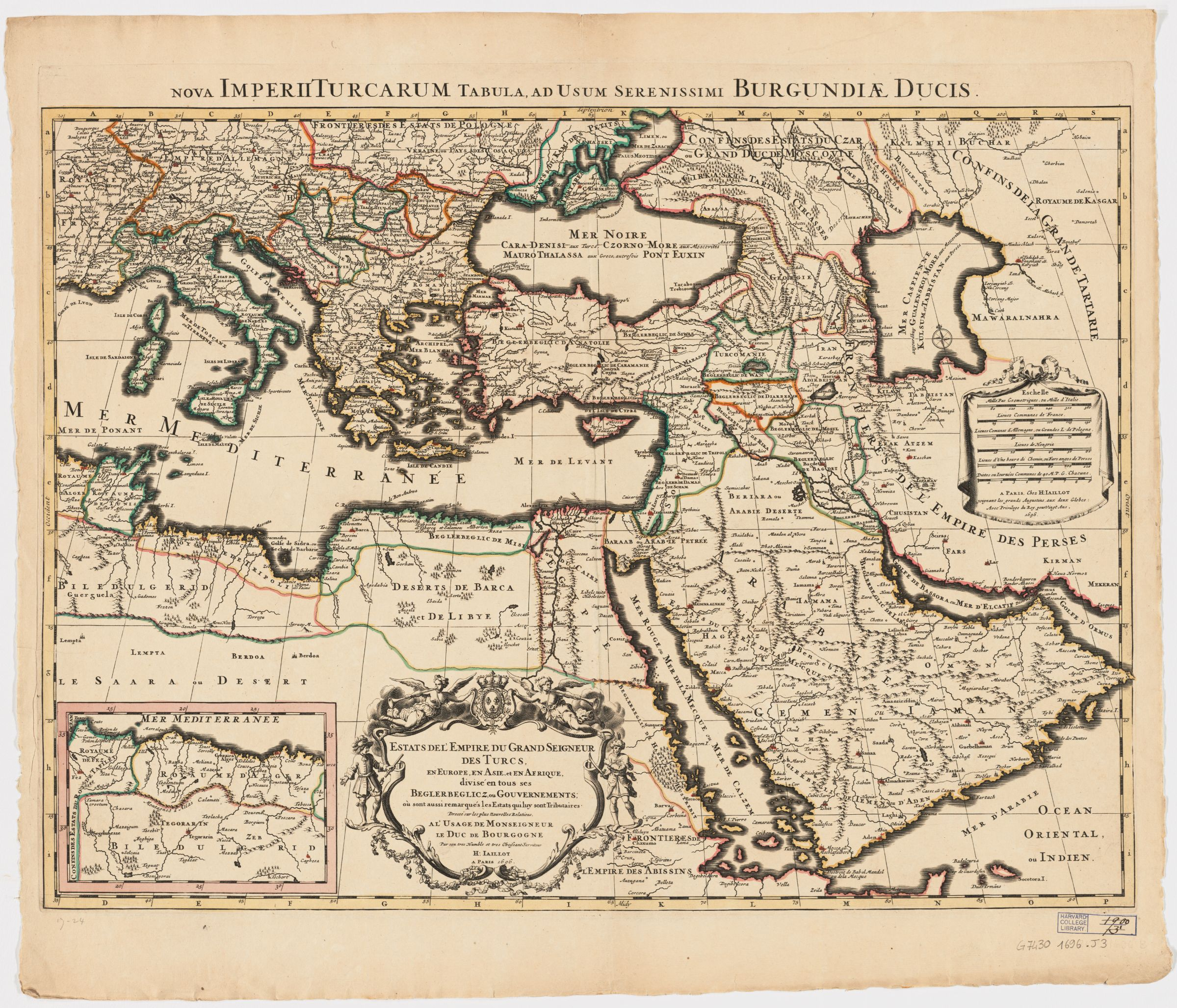
Mappa del 1600 denominata "Golfo di Bassora" o "Mare di Qatif"
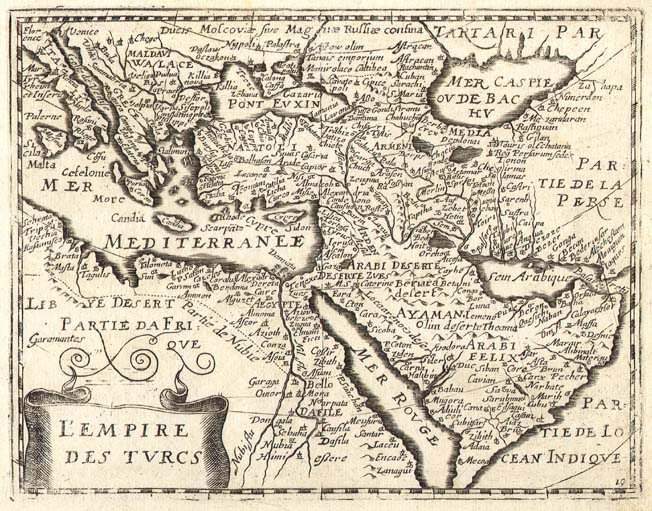
Mappa francese del XVII secolo "Sein Arabique"
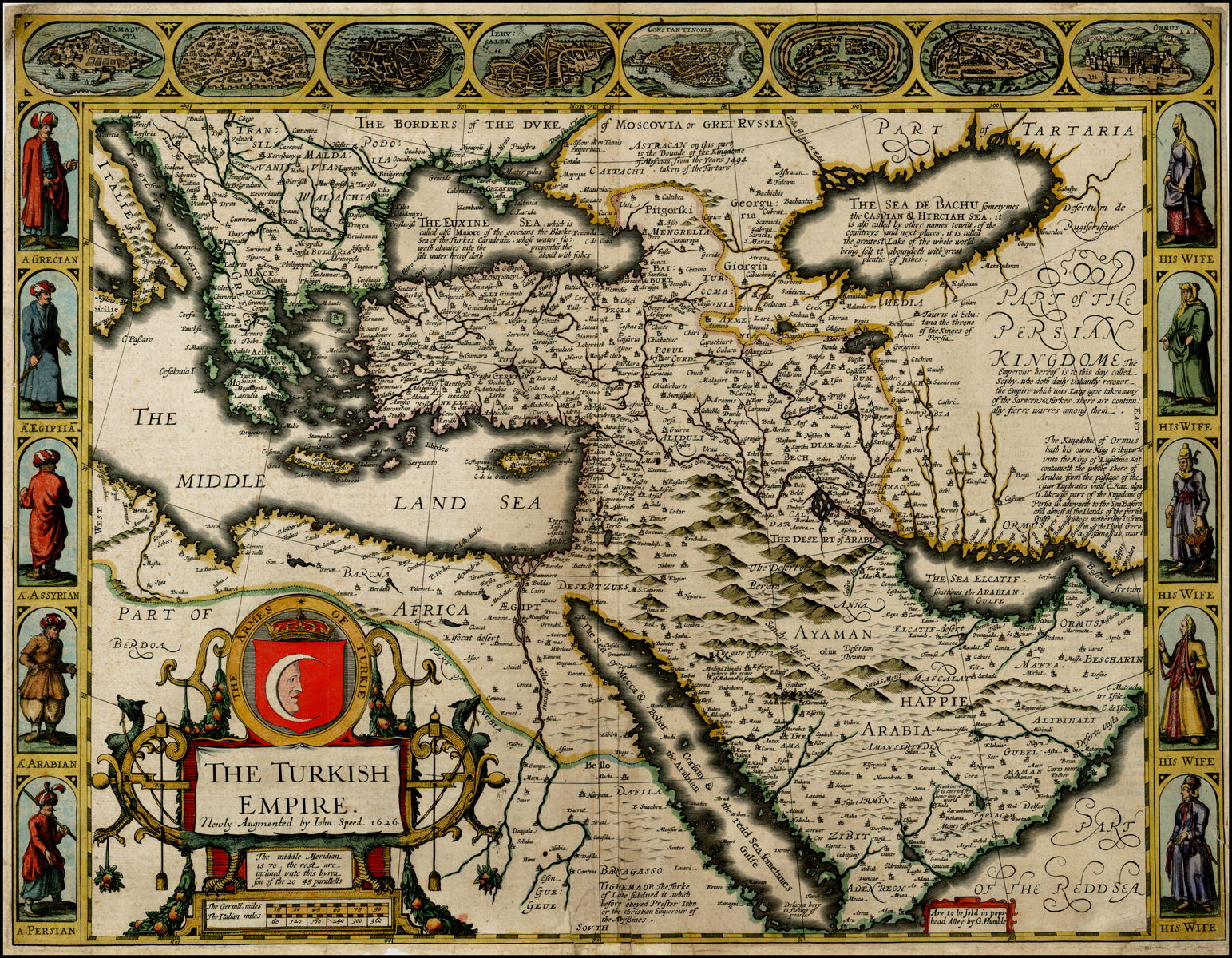
Mappa del 1626 che lo chiama "Mare di Qatif", o Golfo Persico. Questa mappa nomina anche il Mar Rosso il Golfo Persico
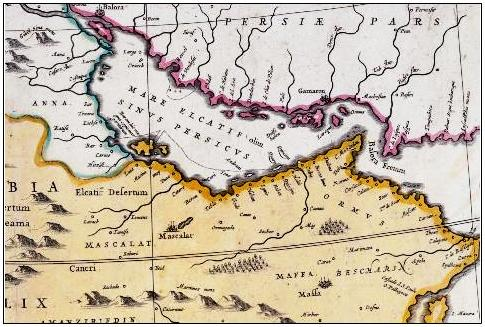
Mappa di Jan Jansson, XVII secolo (MARE ELCATIF, già SINUS PERSICUS).
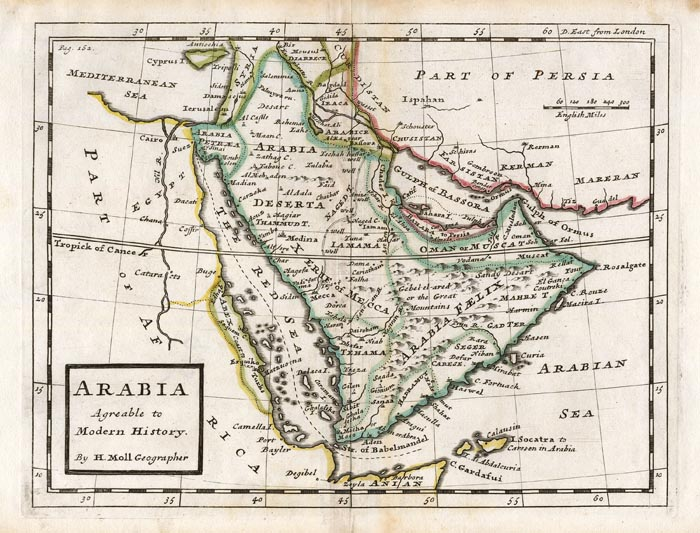
In questa mappa del 1717, il cartografo Herman Moll utilizzò Gulph of Bassora
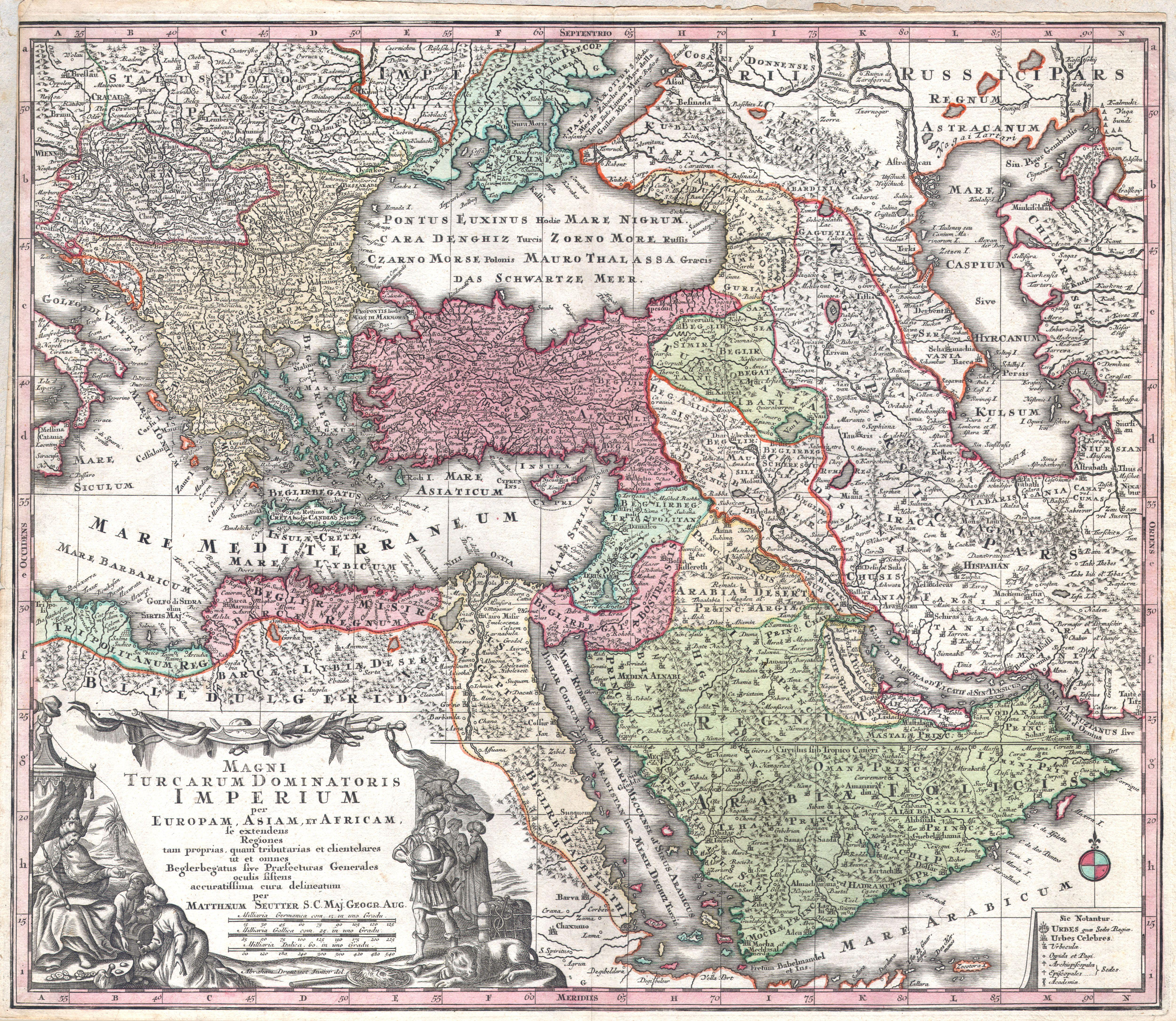
Mappa del 1740 denominata "Golfo di Bassora" o "Golfo di Qatif" precedentemente "Mare di Persia". Questa mappa nomina Mar Rosso "Sinus Arabicus"
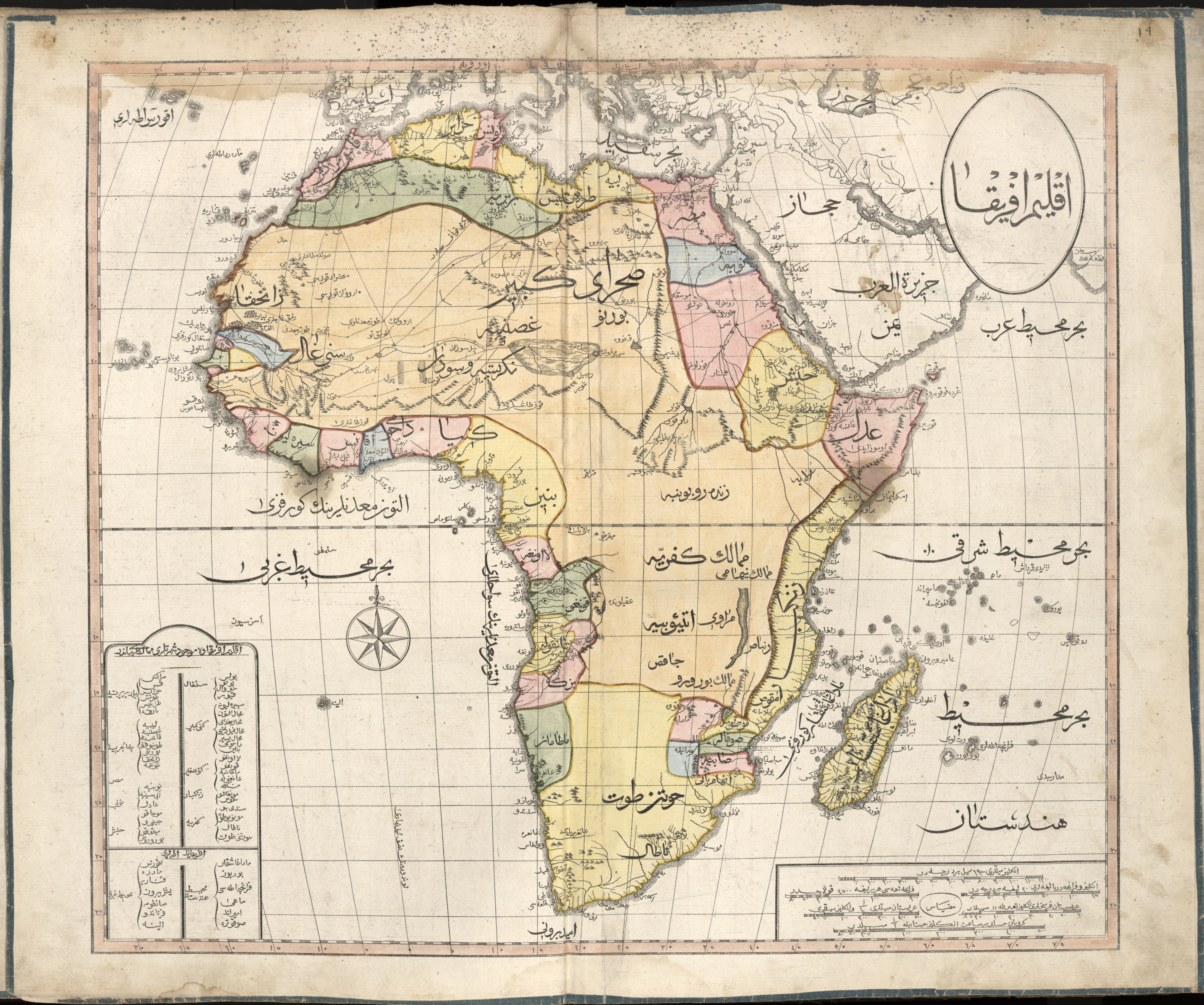
L'ottomano Atlante Cedid del 1803 lo chiama Golfo di Bassora